# 高額な絵画の一覧

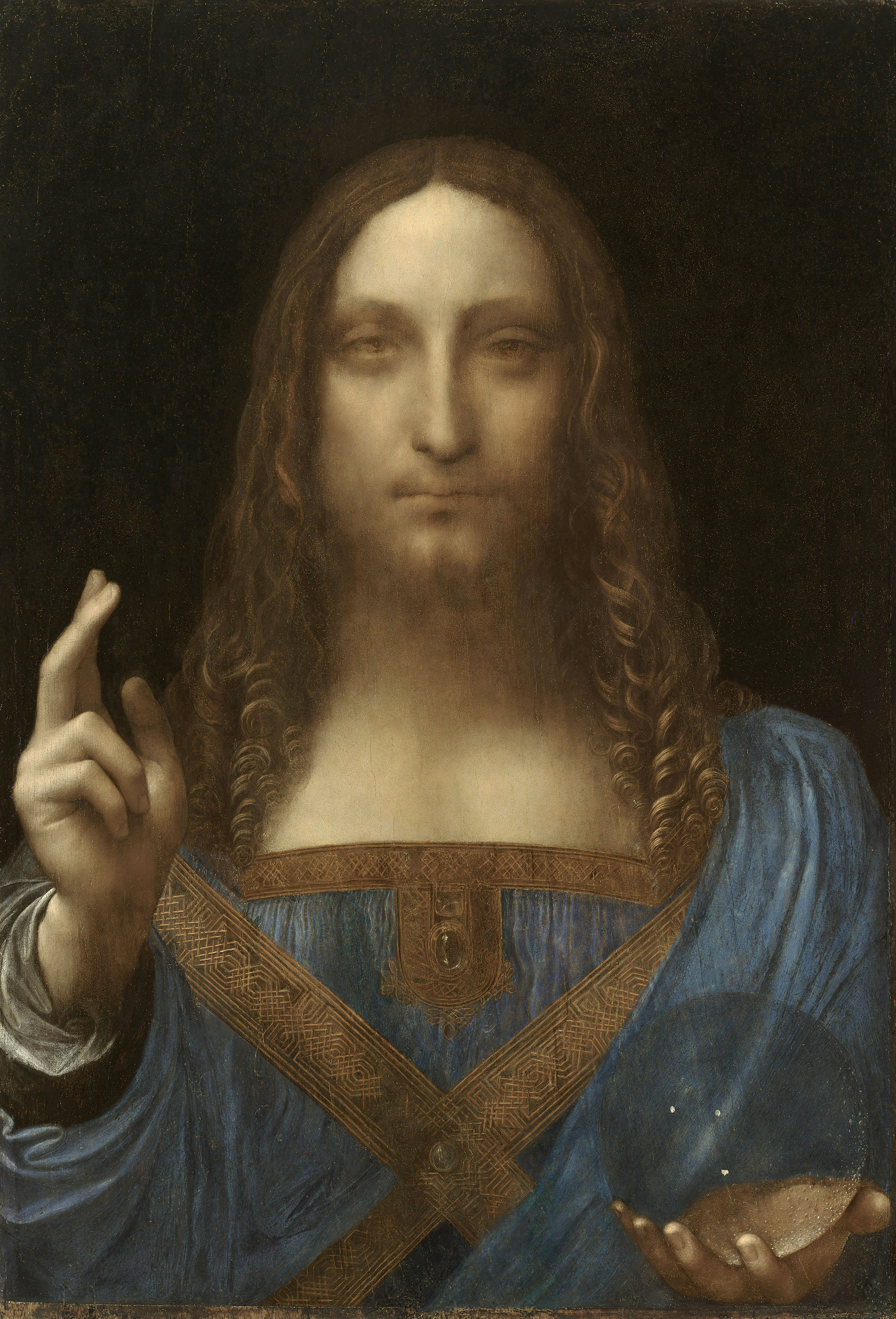
レオナルド・ダ・ヴィンチによるサルバトール・ムンディが2019年現在最も高額な絵画である。

この項目では知られるかぎりきわめて高い金額で売買された絵画を一覧にしている。高額な絵画の歴史は、1987年のゴッホの『ひまわり』に始まる。このときの価格はわずか2年前に打ち立てられた記録の3倍以上に及んだ。このオークションは、初めて「モダンの」絵画が最高額を記録したという点でも重要である。つまりそれ以前には最高額を更新するのは常にオールド・マスターだったのである。その後、最も高い値がつく絵画はたいていオークションを経るようになるのだが、こういった事態はそれ以前には考えられないことだった（とはいえこの一覧には、最上位の4作品をはじめ幾つかの個人販売も含まれている）。2019年現在の最高額はレオナルド・ダ・ヴィンチのサルバトール・ムンディで約4億5千万アメリカドルである。

## 背景
世界で最も有名な絵画の数々、とりわけ1800年以前のオールド・マスターの作品ともなると所有しているのはたいてい美術館で、その目的といえばパトロンに鑑賞させることである。美術館が所蔵品を売却することは希であり、その意味でこれら絵画は文字通りまさに「値段がつけられない」。ギネス世界記録でいえば、『モナ・リザ』が史上最も高額な保険がかけられた絵画作品とされている。『モナ・リザ』は数ヶ月かけてアメリカ国内各地で展示させる場合の査定が行われていて、1972年12月14日に1億ドルという評価がなされたのだが、 ルーヴル美術館は安全を期してこの額面通りの保険料の支払いを決めたのだった。インフレ率を計算すると、この金額は現代の1007(百万)米ドルにあたる。
1987年3月に売却されたゴッホの『ひまわり』から歴史は始まる。この作品はかつての記録(2億475万ポンド)を3倍以上も更新し、高額な美術品の取引に新たな時代を築いた。それ以前には一枚の作品につけられた「天井」となる金額は、アンドレア・マンテーニャの『東方三博士の礼拝』の810万ポンドだった。これはJ・ポール・ゲティ美術館が1985年4月18日にロンドンのクリスティーズで落札した時の価格である。インフレの影響を差し引いた場合、1987年より前についた最高額はレオナルド・ダ・ヴィンチの『ジネーヴラ・デ・ベンチの肖像』の5百万ドル前後(現在の46百万ドル)である。これは1967年2月にナショナル・ギャラリーがリヒテンシュタイン家と取引したときの価格だ。そしてオールド・マスターの作品群がマーケットを支配していた時代に、初めてゴッホの『ひまわり』という「モダンな」絵画が高額売買の記録を打ち立て、いまでは上位43作品のうち1850年以前の絵画は6作品しかない。続く1990年代にはルノワールとモネを初めとした印象派が、2000年代にはピカソとクリムトなどモダンな絵画が最高額を更新していった。その後にウォーホルやデ・クーニング、さらにフランシス・ベーコンやマーク・ロスコなどの「コンテンポラリー」な作品がオークションで人気を博し、きわめて高額な絵画作品となった。
さらに絵画そのものの様式とは別に、2007年にはロシア人のロマン・アブラモヴッチがフランシス・ベーコンの『トリプティク,1976』を、カタールの王族がマーク・ロスコの『ホワイト・センター』を購入したが、これらアメリカ国外に拠点を置く人物によって絵画作品の最高額が更新されていく状況が出現した。これは、これまでのアメリカ中心ともいえたマーケットの変容を意味してもいる。

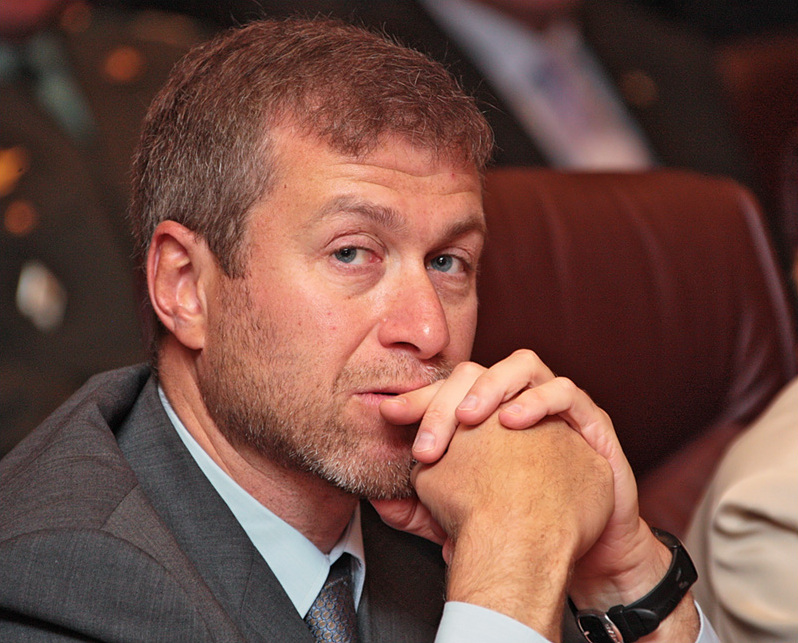
ロンドンに拠点を置く富豪のロマン・アブラモヴッチ

## ゴッホとピカソ
フィンセント・ファン・ゴッホとパブロ・ピカソはこの一覧を代表する傑出した画家である。しかしピカソは財産を築き、ゴッホは生涯で1枚の絵画しか売っていない（とされている）。その『赤い葡萄畑』には、印象派の画家で女子相続人のアンナ・ボックが400フラン(2011年の1600ドル前後)の値をつけた。その後は一覧にある通り、6作品が現在の929百万ドル以上で取引されている。

## インフレ調整価格
この一覧は2012年3月の消費者物価指数によるインフレ調整済みの価格順で並べられている（単位は百万米ドル、当該部分は表中太字で示す）。売却された当時の為替レートに従って、必要に応じて事前に米ドル換算してある。この一覧の金額は日々刻々と改定されるインフレ率によって上下しうるし、為替レートの変動によって通貨ごとに順位が変わることもある。1作品は最大1回しか一覧に登場しない。つまり過去の取引価格のうち最高のもので順位を付けてある。

## 高額な絵画の一覧
| 調整済 (単位：百万) | 価格 (単位：百万)     | 作品                                                       | 画家                               | 製作年     | 売却年         | 位 | 売却者                                                | 購入者                                                                  | オークションハウス                                       |
| ------------------- | --------------------- | ---------------------------------------------------------- | ---------------------------------- | ---------- | -------------- | -- | ----------------------------------------------------- | ----------------------------------------------------------------------- | -------------------------------------------------------- |
| $559.7              | $450.3                | サルバトール・ムンディ                                     | レオナルド・ダ・ヴィンチ           | 1500年ごろ | 2017年11月15日 | 1  | Dmitry Rybolovlev                                     | Abu Dhabi Department of Culture & Tourism                               | クリスティーズ（ニューヨーク）                           |
| ~$386               | ~$300                 | Interchange                                                | ウィレム・デ・クーニング           | 1955       | 2015年9月      | 1  | デヴィッド・ゲフィンFoundation                        | ケネス・グリフィン                                                      | 個人売買                                                 |
| $278 +              | $250 +                | カード遊びをする人々                                       | ポール・セザンヌ                   | 1892/93    | 2011年4月      | 1  | ジョージ・エンビリコス                                | カタール（サーニー家）                                                  | 個人売買                                                 |
| $270                | $210                  | いつ結婚するの                                             | ポール・ゴーギャン                 | 1892       | 2014年9月      | 2  | Rudolf Staechelin相続人                               | カタール                                                                | 個人売買                                                 |
| ~$257               | ~$200                 | Number 17A                                                 | ジャクソン・ポロック               | 1948       | 2015年9月      | 4  | デヴィッド・ゲフィンFoundation                        | ケネス・グリフィン                                                      | 個人売買                                                 |
| $240.4              | $183.8                | 水蛇II                                                     | グスタフ・クリムト                 | 1904-07    | 2013年         | 2  | Yves Bouvier                                          | Dmitry Rybolovlev                                                       | 個人売買                                                 |
| $239                | $186 (€140)           | No. 6 (Violet, Green and Red)                              | マーク・ロスコ                     | 1951       | 2014年8月      | 3  | Cherise Moueix                                        | Dmitry Rybolovlev                                                       | Yves Bouvierを通した個人売買                             |
| $231                | $180 (€160M for pair) | Pendant portraits of Maerten Soolmans and Oopjen Coppit    | レンブラント・ファン・レイン       | 1634       | 2015年9月      | 7  | Éric de Rothschild                                    | アムステルダム国立美術館 とルーブル美術館                               | 個人売買                                                 |
| $230.6              | $179.4                | アルジェの女たち（バージョンO）                            | パブロ・ピカソ                     | 1955       | 2015年5月11日  | 5  | 個人収集                                              | ハマド・ビン・ジャーシム・ビン・ジャブル・アール＝サーニー              | ニューヨークのクリスティー                               |
| $219                | $170.4                | 横たわる裸婦                                               | アメデオ・モディリアーニ           | 1917/18    | 2015年11月9日  | 9  | Laura Mattioli Rossi                                  | 劉益謙                                                                  | クリスティーズ（ニューヨーク）                           |
| $211.6              | $140                  | No.5,1948                                                  | ジャクソン・ポロック               | 1948       | 2006-11-02     | 1  | デヴィッド・ゲフィン                                  |                                                                         | サザビーズを介した個人売買                               |
| $207.8              | $137.5                | 女性 Ⅲ                                                     | ウィレム・デ・クーニング           | 1953       | 2006-11-18     | 2  | デヴィッド・ゲフィン                                  | スティーヴン・コーエン                                                  | ラリー・ガゴシアンを介した個人売買                       |
| $205.1              | $165.0                | Masterpiece                                                | ロイ・リキテンスタイン             | 1962       | 2017年1月      | 12 | Agnes Gund                                            | Steven A. Cohen                                                         | 個人売買                                                 |
| $152.6              | $135                  | アデーレ・ブロッホ＝バウアーの肖像 I                       | グスタフ・クリムト                 | 1907       | 2006-06-18     | 1  | マリア・アルトマン                                    | ノイエギャラリー、ロナルド・ローダー                                    | クリスティーズを介した個人売買                           |
| $202.7              | $155                  | 夢                                                         | パブロ・ピカソ                     | 1932       | 2013年3月26日  | 6  | Steve Wynn                                            | Steven A. Cohen                                                         | 個人売買                                                 |
| $192.4              | $82.5                 | 医師ガシェの肖像                                           | フィンセント・ファン・ゴッホ       | 1890c      | 1990-05-15     | 1  | ジークフリート・クラマルスキー一家                    | 齊藤了英                                                                | クリスティーズ（ニューヨーク）                           |
| $190.7              | $157.2                | Nu couché (sur le côté gauche)                             | アメデオ・モディリアーニ           | 1917       | 2018年5月15日  |    |                                                       |                                                                         | サザビーズ（ニューヨーク）                               |
| $190.4              | $150                  | アデーレ・ブロッホ＝バウアーの肖像 II                      | グスタフ・クリムト                 | 1912       | 2016年         | 10 | オプラ・ウィンフリー                                  | 中国人バイヤー（不特定）                                                | Larry Gagosianを介した個人売買                           |
| $186.3              | $142.4                | ルシアン・フロイドの3習作                                  | フランシス・ベーコン               | 1969       | 2013年11月12日 | 8  | [ note 3 ]                                            | Elaine Wynn, ex-wife of Steve Wynn                                      | クリスティーズ（ニューヨーク）                           |
| $182.1              | $78.1                 | ムーラン・ド・ラ・ギャレットの舞踏会                       | ピエール＝オーギュスト・ルノワール | 1876       | 1990-05-17     | 2  | ベッツィ・ホイットニー                                | 齊藤了英                                                                | サザビーズ（ニューヨーク）                               |
| $175                | $140.8 (¥931.5)       | 山水十二條屏                                               | 斉白石                             | 1925       | 2017年12月17日 |    |                                                       |                                                                         | Beijing Poly Auction                                     |
| $168                | $104.2                | パイプを持つ少年                                           | パブロ・ピカソ                     | 1905       | 2004-05-04     | 3  | ホイットニー・グリーンツリー財団                      | バリラ?                                                                 | サザビーズ（ニューヨーク）                               |
| $159.2              | $119.9                | 叫び                                                       | エドヴァルド・ムンク               | 1895       | 2012-05-02     | 8  | ペター・オルソン                                      | サーニー家？                                                            | サザビーズ（ニューヨーク）                               |
| $157                | $120                  | Otahi                                                      | ポール・ゴーギャン                 | 1893       | 2013年         | 10 | Yves Bouvier                                          | Dmitry Rybolovlev                                                       | 個人売買                                                 |
| $157                | $118                  | Reclining Nude With Blue Cushion                           | アメデオ・モディリアーニ           | 1917       | 2012年         | 8  | Steven A. Cohen                                       | Dmitry Rybolovlev                                                       | Yves Bouvierを介した個人売買                             |
| $153.7              | $110.0                | Flag                                                       | ジャスパー・ジョーンズ             | 1958       | 2010年3月      | 7  | Jean-Christophe Castelli                              | Steven A. Cohen                                                         | 個人売買、推定価格                                       |
| $148.8              | $106.5                | ヌード、観葉植物と胸像                                     | パブロ・ピカソ                     | 1932       | 2010-05-04     | 7  | ランセス・ラスカー・ブロディ不動産                    |                                                                         | クリスティーズ（ニューヨーク）                           |
| $147.5              | $58 +α                | 郵便配達人ジョゼフ・ルーラン                               | フィンセント・ファン・ゴッホ       | 1889       | 1989-08-01     | 1  | 個人蔵（チューリッヒ）                                | ニューヨーク近代美術館                                                  | チューリッヒ美術館のトマス・アマンを介した個人売買       |
| $144.6              | $53.9                 | アイリス                                                   | フィンセント・ファン・ゴッホ       | 1889       | 1987-11-11     | 1  | ジョン・ホイットニー・ペイスン                        | アラン・ボンド                                                          | サザビーズ（ニューヨーク）                               |
| $143.9              | $95.2                 | ドラ・マールと猫                                           | パブロ・ピカソ                     | 1941       | 2006-05-03     | 4  | ジェラルド・ギドヴィ                                  | ビジナ・イヴァニシヴィリ                                                | サザビーズ（ニューヨーク）                               |
| $141.5              | $100.0                | 8人のエルヴィス                                            | アンディ・ウォーホル               | 1963       | 2008-10        | 10 | アンニバレ・ベリンジェリ                              |                                                                         | フィリップ・セガロを介した個人売買                       |
| $139.5              | $115                  | 花のバスケットを持つ裸の少女                               | パブロ・ピカソ                     | 1905       | 2018年5月8日   |    | David and Peggy Rockefeller                           | バイヤー（不特定）                                                      | クリスティーズ（ニューヨーク）                           |
| $138.3 +            | $105.7 + (¥10,300)    | Anna's Light                                               | バーネット・ニューマン             | 1968       | 2013年10月4日  |    | DIC Corp.                                             |                                                                         | 個人売買                                                 |
| $137.9              | $105.4                | Silver Car Crash (Double Disaster)                         | アンディ・ウォーホル               | 1963       | 2013年11月13日 |    |                                                       |                                                                         | サザビーズ（ニューヨーク）                               |
| $137.4              | $110.5                | Untitled                                                   | ジャン＝ミシェル・バスキア         | 1982       | 2017年5月18日  |    | Basquiat family                                       | 前澤友作                                                                | サザビーズ（ニューヨーク）                               |
| $131.9              | $110.7                | Meules                                                     | クロード・モネ                     | 1890       | 2019年5月14日  |    |                                                       |                                                                         | サザビーズ（ニューヨーク）                               |
| $133.7              | $71.5                 | ゴッホの自画像                                             | フィンセント・ファン・ゴッホ       | 1889       | 1998-11-19     | 5  | ジャック・コーファーの相続人                          |                                                                         | クリスティーズ（ニューヨーク）                           |
| $131                | $100                  | La Montagne Sainte-Victoire vue du bosquet du Château Noir | ポール・セザンヌ                   | 1904       | 2013年         |    | Edsel and Eleanor Ford House                          | State of Qatar                                                          | 個人売買                                                 |
| $129.9              | $76.7 (£49.5)         | 幼児虐殺                                                   | ピーテル・パウル・ルーベンス       | 1611       | 2002-07-10     | 6  | オーストリア人                                        | ケネス・トムソン                                                        | サザビーズ（ロンドン）                                   |
| $122.6              | $95.4                 | Nurse                                                      | ロイ・リキテンスタイン             | 1964       | 2015年11月9日  |    |                                                       |                                                                         | クリスティーズ（ニューヨーク）                           |
| $122.1              | $86.3                 | トリプティク, 1976                                         | フランシス・ベーコン               | 1976       | 2008-05-14     | 13 | シャトー・ペトリュス、ムエックス家                    | ロマン・アブラモヴィッチ                                                | サザビーズ（ニューヨーク）                               |
| $121.2              | $49.3 (F300)          | ピエレットの婚礼                                           | パブロ・ピカソ                     | 1905       | 1989-11-30     | 3  | フレデリック・ルース                                  | 鶴巻智徳                                                                | ビノシュ&ゴドー（パリ）                                  |
| $120.9              | $80.0                 | False Start                                                | ジャスパー・ジョーンズ             | 1959       | 2006-10-12     | 10 | デヴィッド・ゲフィン                                  | ケネス・Ｃ・グリフィン                                                  | リチャード・グレイを介した個人売買                       |
| $120.2              | $57                   | 糸杉のある小麦畑                                           | フィンセント・ファン・ゴッホ       | 1889       | 1993-05        | 5  | エミール・ゲオルグ・ビュールレの息子                  | ウォルター・アンネンバーグ                                              | スティーヴン・マゾを介した個人売買                       |
| $117.6              | $47.85                | Yo, Picasso                                                | パブロ・ピカソ                     | 1901       | 1989-05-09     | 2  | ウェンデル・チェリー                                  | スタブロス・ニアルコス                                                  | サザビーズ（ニューヨーク）                               |
| $117.6              | $80.0                 | ターコイズ・マリリン                                       | アンディ・ウォーホル               | 1964       | 2007-05-20     | 17 | ステファ・エドリス                                    | スティーヴン・コーエン                                                  | ラリー・ガゴシアンを介した個人売買                       |
| $115.9              | $70.0                 | アルフォンソ・ダヴァロスの肖像画                           | ティツィアーノ                     | 1533       | 2003-11        | 10 | アクサ                                                | J・ポール・ゲティ美術館                                                 | エルヴェ・アーロンを介した個人売買                       |
| $115.3              | $86.9                 | Orange, Red, Yellow                                        | マーク・ロスコ                     | 1961       | 2012年5月8日   |    | David Pincus estate                                   |                                                                         | クリスティーズ（ニューヨーク）                           |
| $114                | $80.5 (£40.9)         | 睡蓮の泉                                                   | クロード・モネ                     | 1919       | 2008-06-24     | 20 | J・アーウィン・ミラー、ゼニア・ミラー                 |                                                                         | クリスティーズ（ロンドン）                               |
| $111.5              | $91.9                 | Chop Suey                                                  | エドワード・ホッパー               | 1929       | 2018年11月13日 |    | Barney A. Ebsworth estate                             |                                                                         | クリスティーズ（ニューヨーク）                           |
| $110.7              | $60.5                 | リドー、クリュション、コンポティエ                         | ポール・セザンヌ                   | 1894       | 1999-05-10     | 9  | ジョン・ヘイ・ホイットニー                            |                                                                         | サザビーズ（ニューヨーク）                               |
| $109.6              | $90.3                 | Portrait of an Artist (Pool with Two Figures)              | デイヴィッド・ホックニー           | 1972       | 2018年11月15日 |    |                                                       |                                                                         | クリスティーズ（ニューヨーク）                           |
| $108.3              | $84.2                 | Black Fire I                                               | バーネット・ニューマン             | 1961       | 2014年5月13日  |    | 個人収集                                              | 匿名                                                                    | クリスティーズ（ニューヨーク）                           |
| $106.4              | $39.7 (£24.75)        | ひまわり                                                   | ヴィンセント・ヴァン・ゴッホ       | 1888       | 1987-03-30     | 1  | ヘレン・ビーティー                                    | 安田火災海上                                                            | クリスティーズ（ロンドン）                               |
| $107                | $72.8                 | ホワイト・センター（薔薇色の上の黄、ピンク、ラベンダー）   | マーク・ロスコ                     | 1950       | 2007-05-15     | 21 | デイヴィッド・ロックフェラー・シニア                  | ハマド・ビン・ハリーファ・アール＝サーニー                              | サザビーズ（ニューヨーク）                               |
| $105.4              | $81.9                 | 3人のエルヴィス                                            | アンディ・ウォーホル               | 1963       | 2014年11月12日 |    | WestSpiel                                             |                                                                         | クリスティーズ（ニューヨーク）                           |
| $105.4              | $71.7                 | 緑色の惨事10回                                             | アンディ・ウォーホル               | 1963       | 2007-05-16     | 22 | 個人蔵(チューリッヒ)                                  | フィリップ、スピロス・ニアルコス                                        | クリスティーズ（ニューヨーク）                           |
| $105.3              | $81.9                 | No. 10                                                     | マーク・ロスコ                     | 1958       | 2015年5月13日  |    |                                                       |                                                                         | クリスティーズ（ニューヨーク）                           |
| $104.1              | $85.8                 | Suprematist Composition                                    | カジミール・マレーヴィチ           | 1916       | 2018年5月15日  |    | The Nahmad family                                     | 匿名                                                                    | クリスティーズ（ニューヨーク）                           |
| $104                | $80.8                 | Three Studies for a Portrait of John Edwards               | フランシス・ベーコン               | 1984       | 2014年5月13日  |    | 個人収集                                              | 匿名                                                                    | クリスティーズ（ニューヨーク）                           |
| $103.4              | $81.4                 | Meule                                                      | クロード・モネ                     | 1891       | 2016年11月16日 |    |                                                       |                                                                         | クリスティーズ（ニューヨーク）                           |
| $102.8              | $84.7                 | Nymphéas en fleur                                          | クロード・モネ                     | 1914-1917  | 2018年5月8日   |    | David and Peggy Rockefeller                           | バイヤー（不特定）                                                      | クリスティーズ（ニューヨーク）                           |
| $100.3              | $70.6 (£50)           | ディアナとアクタイオン                                     | ティツィアーノ                     | 1556–1559  | 2009-02-01     | 26 | 第7代サザーランド公フランシス・ロナルド・エジャートン | ナショナルギャラリー(スコットランド)とナショナル・ギャラリー (ロンドン) | 個人売買                                                 |
| ~$102               | $75 (€50-60)          | ダルムシュタットのマドンナ                                 | ハンス・ホルバイン                 | 1526       | 2011-07-12     | 27 | ハインリヒ・ドナトゥス・フォン・ヘッセン              | ラインホルト・ウルト                                                    | クリストフ・グラフ・ダグラスを介した個人売買             |
| $101.1              | $81.3                 | Laboureur dans un champ                                    | フィンセント・ファン・ゴッホ       | 1889       | 2017年11月13日 |    | Nancy Lee and Perry R. Bass estate                    |                                                                         | クリスティーズ（ニューヨーク）                           |
| $99.9               | $68                   | グロス・クリニック                                         | トマス・エイキンズ                 | 1875       | 2007-04-12     | 21 | トマス・ジェファソン大学                              | フィラデルフィア美術館                                                  | 個人売買                                                 |
| $100                | $40.7                 | オ・ラパン・アジル                                         | パブロ・ピカソ                     | 1904       | 1989-11-27     | 5  | ジョーン・ホイットニー・ペイスンの娘                  | ウォルター・アンネンベルグ                                              | サザビーズ（ニューヨーク）                               |
| $99.7               | $75.1                 | No 1 (Royal Red and Blue)                                  | マーク・ロスコ                     | 1954       | 2012年11月13日 |    | John and Anne Marion                                  |                                                                         | サザビーズ（ニューヨーク）                               |
| $99.3               | $38.5 (£20.9)         | 曲芸師と幼いアルルカン                                     | パブロ・ピカソ                     | 1905       | 1988-11-28     | 3  | ロジャー･ジャンセンの相続人?                          | 三越                                                                    | クリスティーズ（ロンドン）                               |
| $98                 | $80.8                 | Odalisque couchée aux magnolias                            | アンリ・マティス                   | 1923       | 2018年5月8日   |    | David and Peggy Rockefeller                           | バイヤー（不特定）                                                      | クリスティーズ（ニューヨーク）                           |
| $97.3               | $55.0                 | 腕を組んで座る女                                           | パブロ・ピカソ                     | 1902       | 2000-11-08     | 13 | マコーミック家（シカゴ）                              |                                                                         | クリスティーズ（ニューヨーク）                           |
| $96.4               | $69.0                 | 安楽椅子の上の裸婦                                         | アメデオ・モディリアーニ           | 1917       | 2010-11-02     | 32 | Halit Cingillioğlu                                    |                                                                         | サザビーズ（ニューヨーク）                               |
| $96                 | $63.5                 | ポリス・ガゼット                                           | デ・クーニング                     | 1955       | 2006-10-12     | 20 | デヴィッド・ゲフィン                                  | スティーヴン・コーエン                                                  | リチャード・グレイを介した個人売買                       |
| $95.2               | $71.7 (£45)           | Diana and Callisto                                         | Titian                             | 1556–1559  | 2012年3月2日   |    | Duke of Sutherland                                    | National Galleries of Scotland & National Gallery, London               | 個人売買                                                 |
| $90.7               | $70.5                 | Untitled (New York City)                                   | サイ・トゥオンブリー               | 1968       | 2015年11月11日 |    | Sydney M. Irmas heirs                                 |                                                                         | クリスティーズ（ニューヨーク）                           |
| $90.2               | $47.5                 | 小麦を背景にする農婦                                       | フィンセント・ファン・ゴッホ       | 1890       | 1997           | 11 |                                                       | スティーブン・ウィン                                                    | アクアヴェラ・ギャラリー（ニューヨーク）を介した個人売買 |
| $89.6               | $69.6                 | Untitled                                                   | サイ・トゥオンブリー               | 1970       | 2014年11月12日 |    | Nicola del Roscio                                     |                                                                         | クリスティーズ（ニューヨーク）                           |
| $89.6               | $69.6                 | Four Marlons                                               | アンディ・ウォーホル               | 1966       | 2014年11月12日 |    | WestSpiel                                             |                                                                         | クリスティーズ（ニューヨーク）                           |
| $90.5               | $49.5                 | 庭の女                                                     | パブロ・ピカソ                     | 1938       | 1999-11-10     | 15 | ロバート・サイデンバーグ                              |                                                                         | サザビーズ（ニューヨーク）                               |
| $90.3               | $70.2 (£42.2)         | Portrait of George Dyer Talking                            | フランシス・ベーコン               | 1966       | 2014年2月13日  |    |                                                       |                                                                         | クリスティーズ（ロンドン）                               |
| $120.3              | $85 (€54)             | Te Fare (La maison)                                        | ポール・ゴーギャン                 | 1892       | 2008年6月      |    | Yves Bouvier                                          | Dmitry Rybolovlev                                                       | 個人売買                                                 |
| $88.7               | $65.5 (¥425.5)        | 松柏高立図 篆書四言聯                                      | 斉白石                             | 1946       | 2011-05-22     | 37 | 劉益謙                                                | 湖南電広伝媒                                                            | チャイナ・ガーディアン・オークションズ                   |
| $88.5               | $63.4                 | Men in Her Life                                            | アンディ・ウォーホル               | 1962       | 2010-11-08     | 36 | ホセ・ムグラビ                                        |                                                                         | フィリップス・ドゥ・ピュリー                             |
| $87.1               | $70.1                 | Contraste de formes                                        | フェルナン・レジェ                 | 1913       | 2017年11月13日 |    | Anna-Maria Kellen and Stephen M. Kellen Foundation    |                                                                         | クリスティーズ（ニューヨーク）                           |
| $86.7               | $67.45                | La Gommeuse                                                | パブロ・ピカソ                     | 1901       | 2015年11月5日  |    | William I. Koch                                       |                                                                         | サザビーズ（ニューヨーク）                               |
| $86.5               | $35.2                 | 鉾槍兵の肖像                                               | ヤコポ・ダ・ポントルモ             | 1537       | 1989-05-31     | 5  | チャンシー・デボラ・スティルマン                      | J・ポール・ゲティ美術館                                                 | クリスティーズ（ニューヨーク）                           |
| $86.6               | $67.4                 | Buste de femme (Femme à la résille)                        | パブロ・ピカソ                     | 1938       | 2015年5月11日  |    | Steve Wynn                                            | Joseph Lau                                                              | クリスティーズ（ニューヨーク）                           |
| $85.3               | $66.3                 | L’Allée des Alyscamps                                      | フィンセント・ファン・ゴッホ       | 1888       | 2015年5月5日   |    |                                                       |                                                                         | サザビーズ（ニューヨーク）                               |
| $85.3               | $66.2                 | Untitled                                                   | マーク・ロスコ                     | 1952       | 2014年5月13日  |    | 個人収集                                              | 匿名                                                                    | クリスティーズ（ニューヨーク）                           |
| $84.2               | $62.1 (¥402.5)        | 稚川移居図                                                 | 王蒙                               | 1350       | 2011-06-04     | 41 |                                                       |                                                                         | ポーリー・インターナショナル・オークション               |
| $84.2               | $66.3                 | Untitled XXV                                               | デ・クーニング                     | 1977       | 2016年11月15日 |    |                                                       |                                                                         | クリスティーズ（ニューヨーク）                           |
| $83.8               | $65.1                 | 春（別名：ジャンヌ）                                       | エドゥアール・マネ                 | 1881       | 2014年11月5日  |    | Oliver Hazard Payne heirs                             | J・ポール・ゲティ美術館                                                 | クリスティーズ（ニューヨーク）                           |
| $83.6               | $68.9                 | Woman as Landscape                                         | デ・クーニング                     | 1955       | 2018年11月13日 |    | Barney A. Ebsworth estate                             |                                                                         | クリスティーズ（ニューヨーク）                           |
| $83.5               | $61.7                 | 1949-A-No.1                                                | クリスフォード・スティル           | 1949       | 2011-11-09     | 43 | デンバー                                              |                                                                         | サザビーズ（ニューヨーク）                               |

## ギャラリー

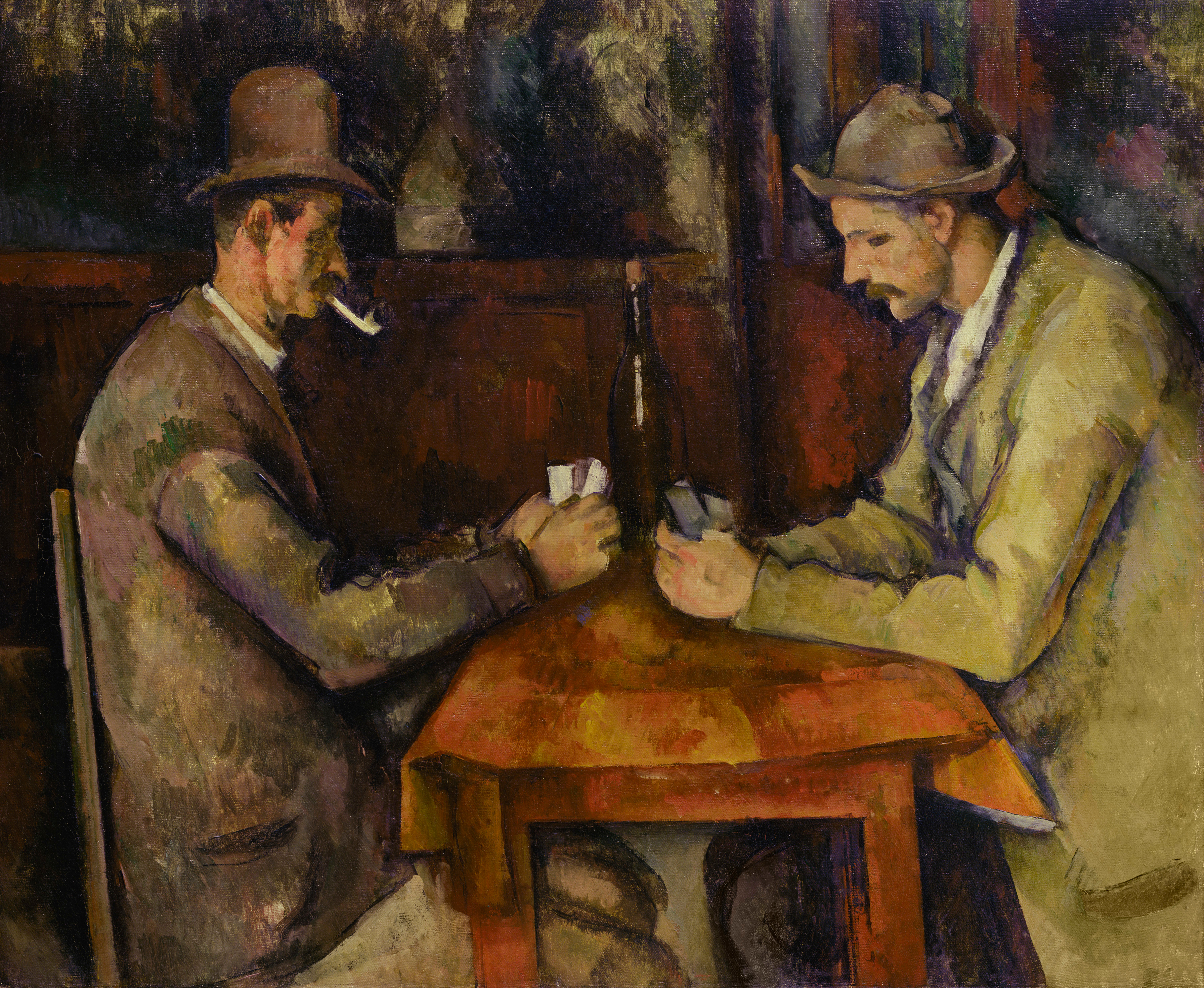
カード遊びをする人々 (セザンヌ）
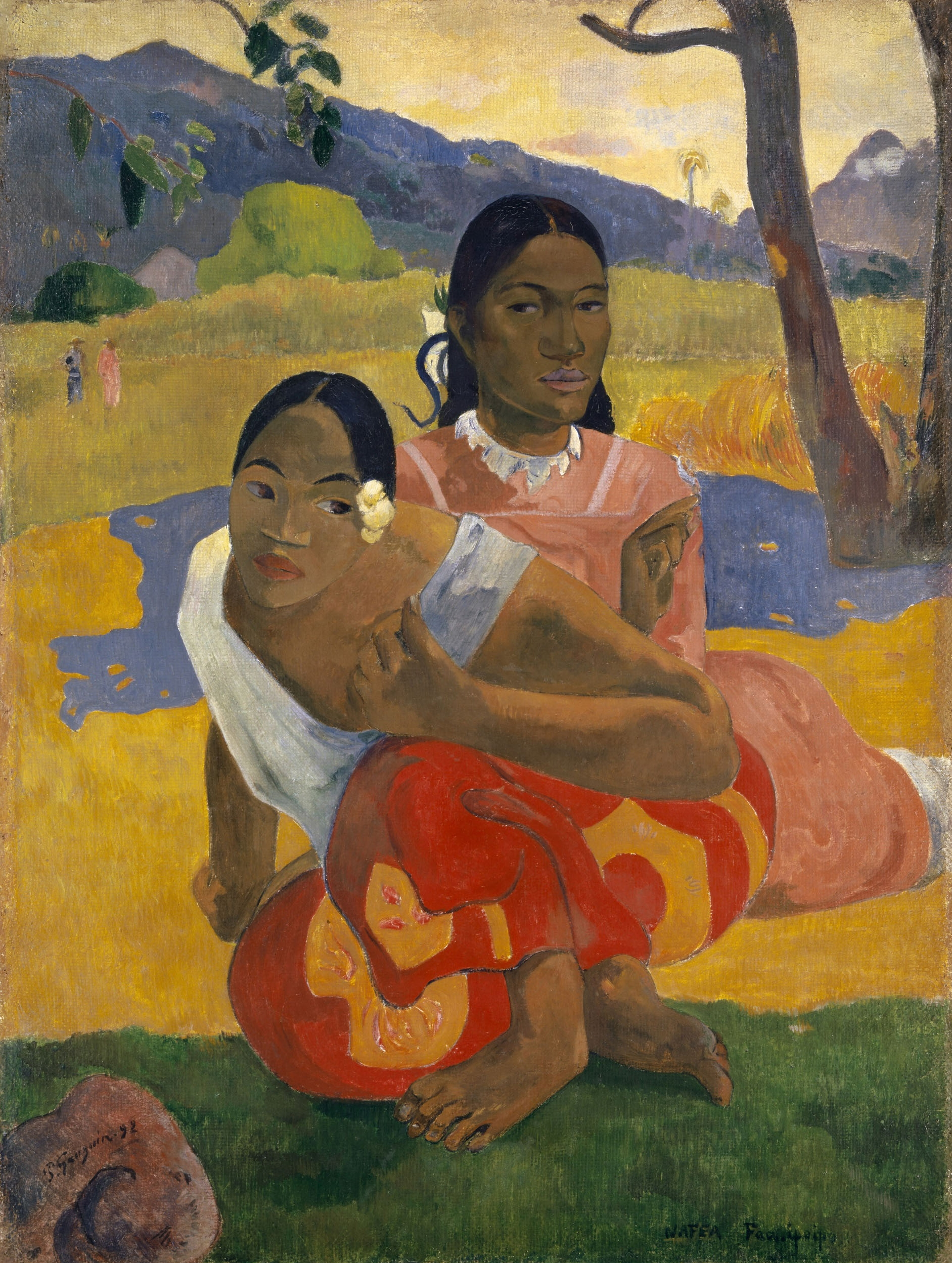
いつ結婚するの (ゴーギャン)
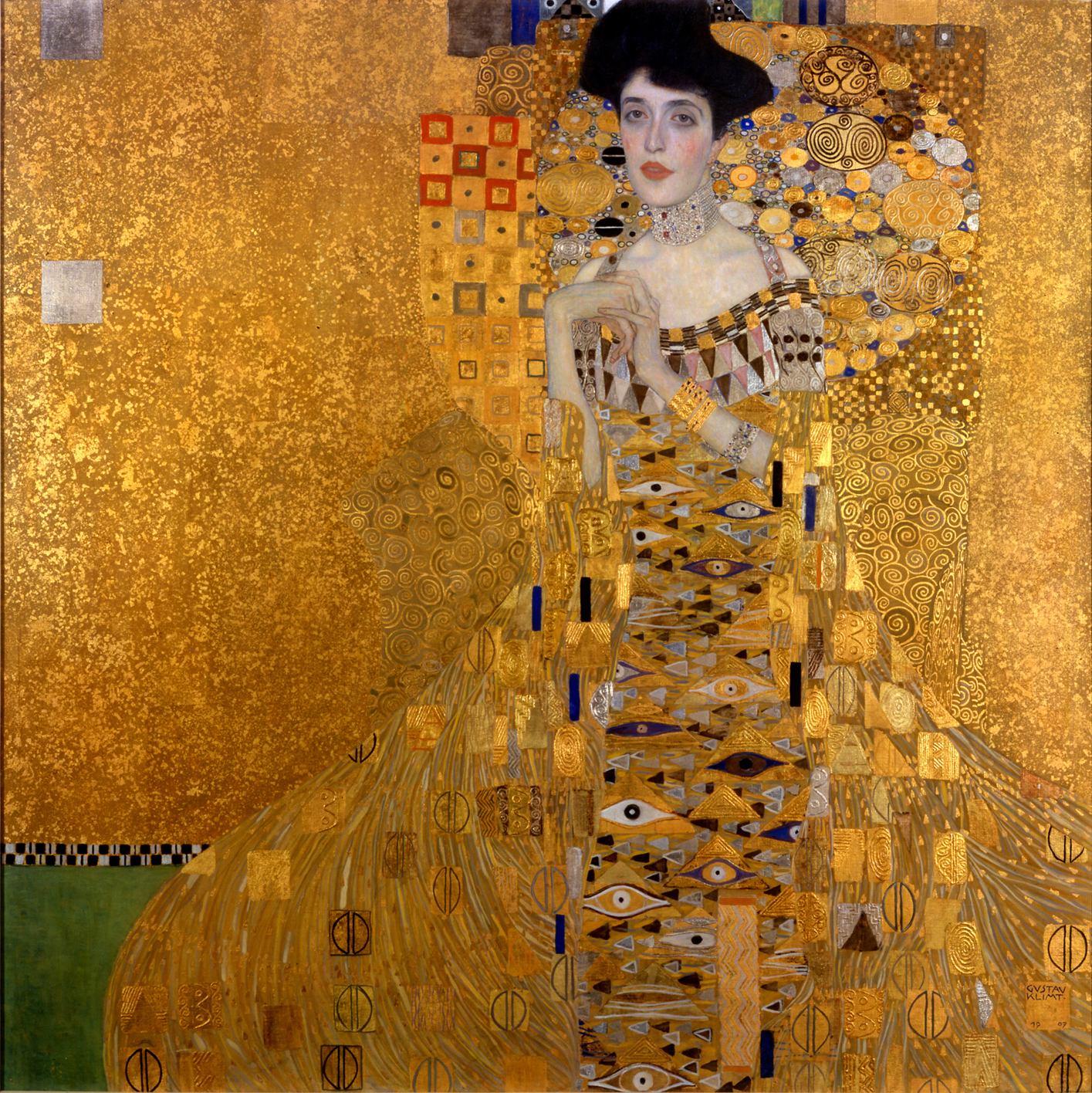
アデーレ・ブロッホ＝バウアーの肖像 I (クリムト)
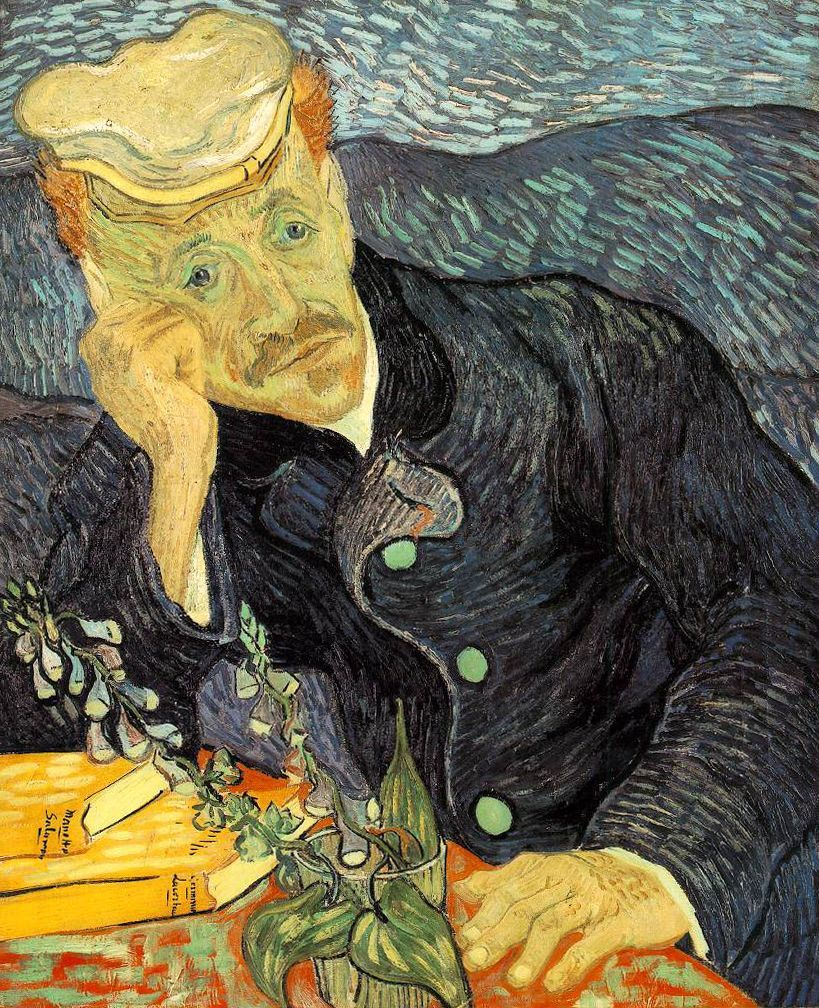
医師ガシェの肖像 (ゴッホ)
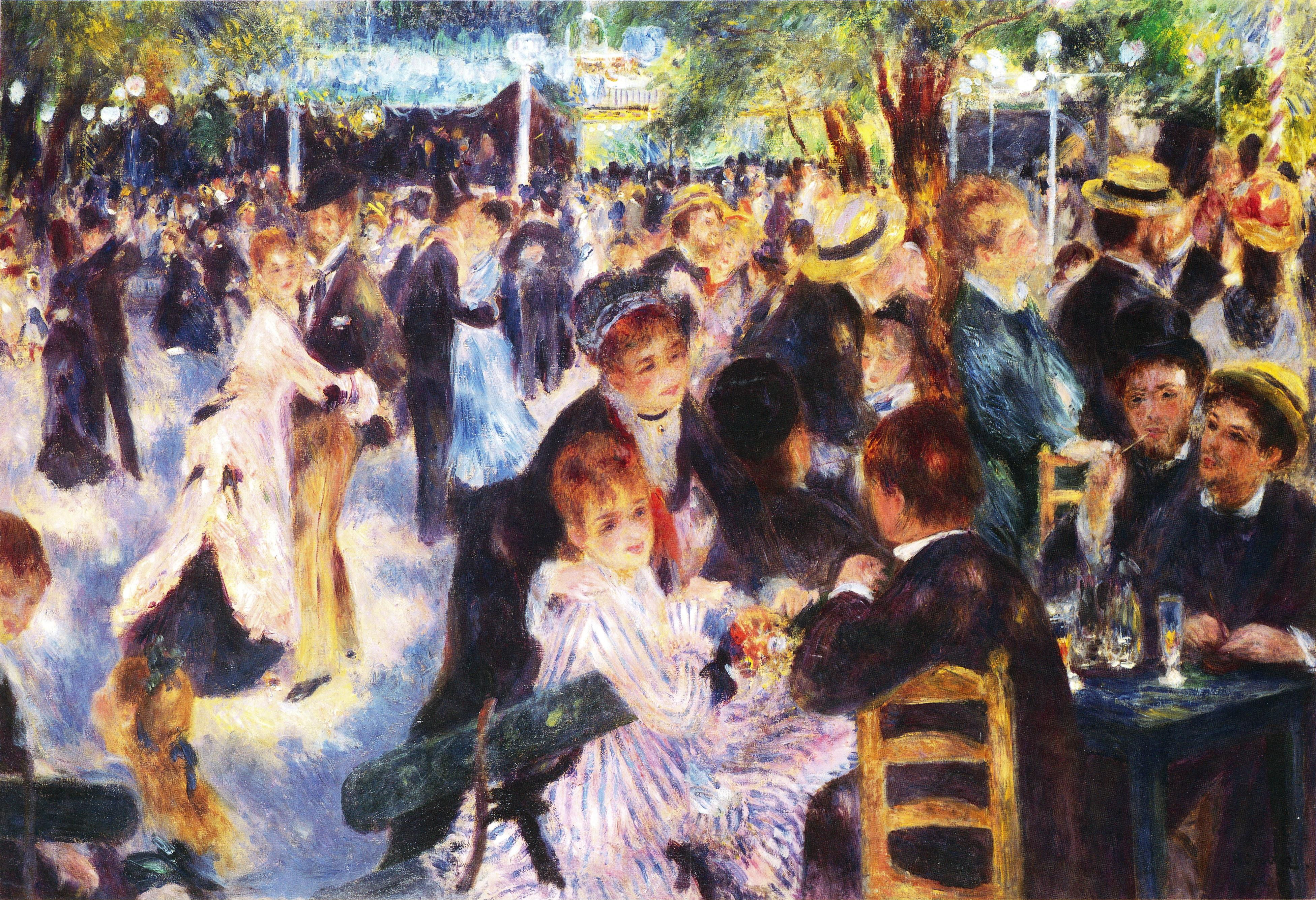
ムーラン・ド・ラ・ギャレットの舞踏会 (ルノワール)
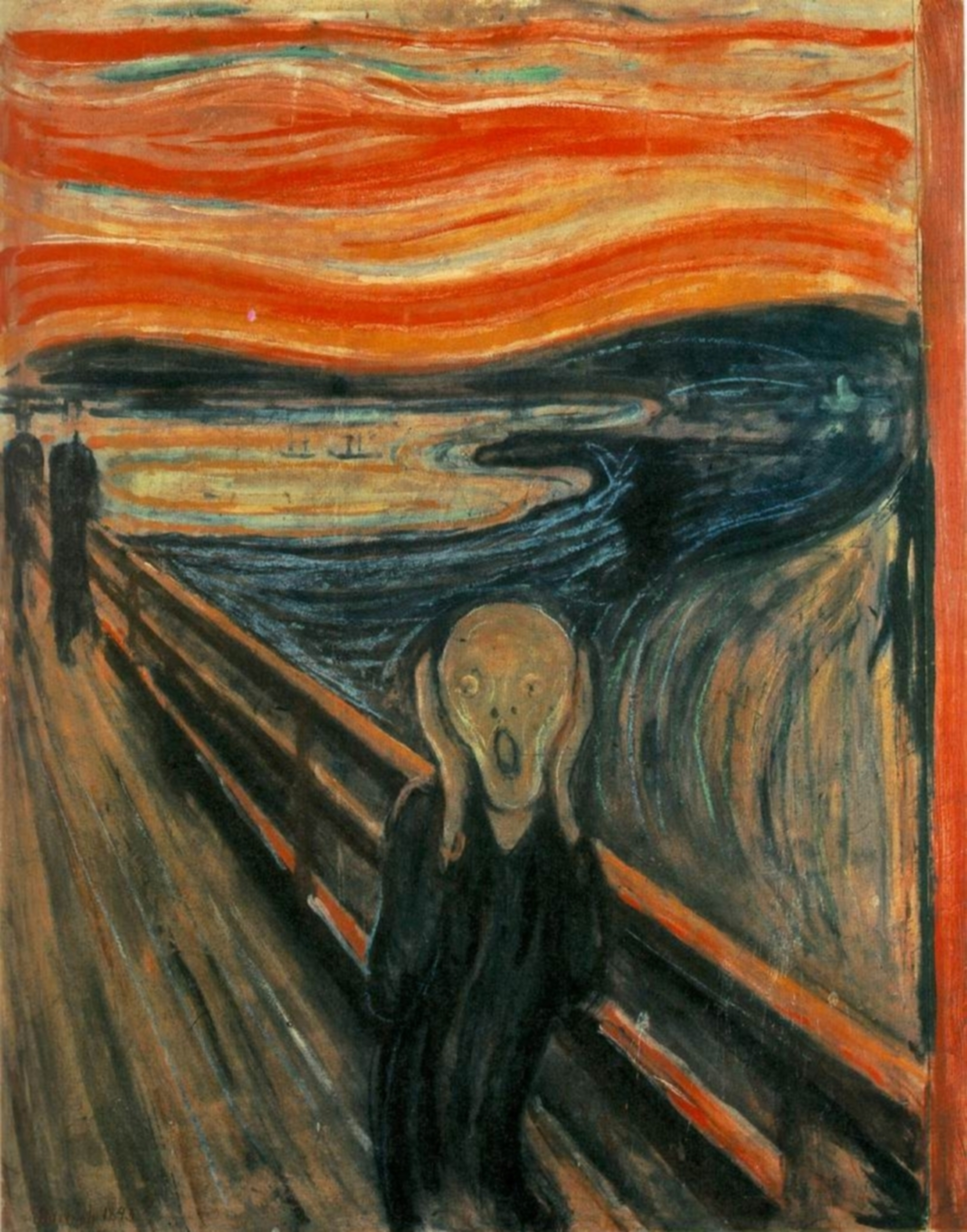
叫び (ムンク)
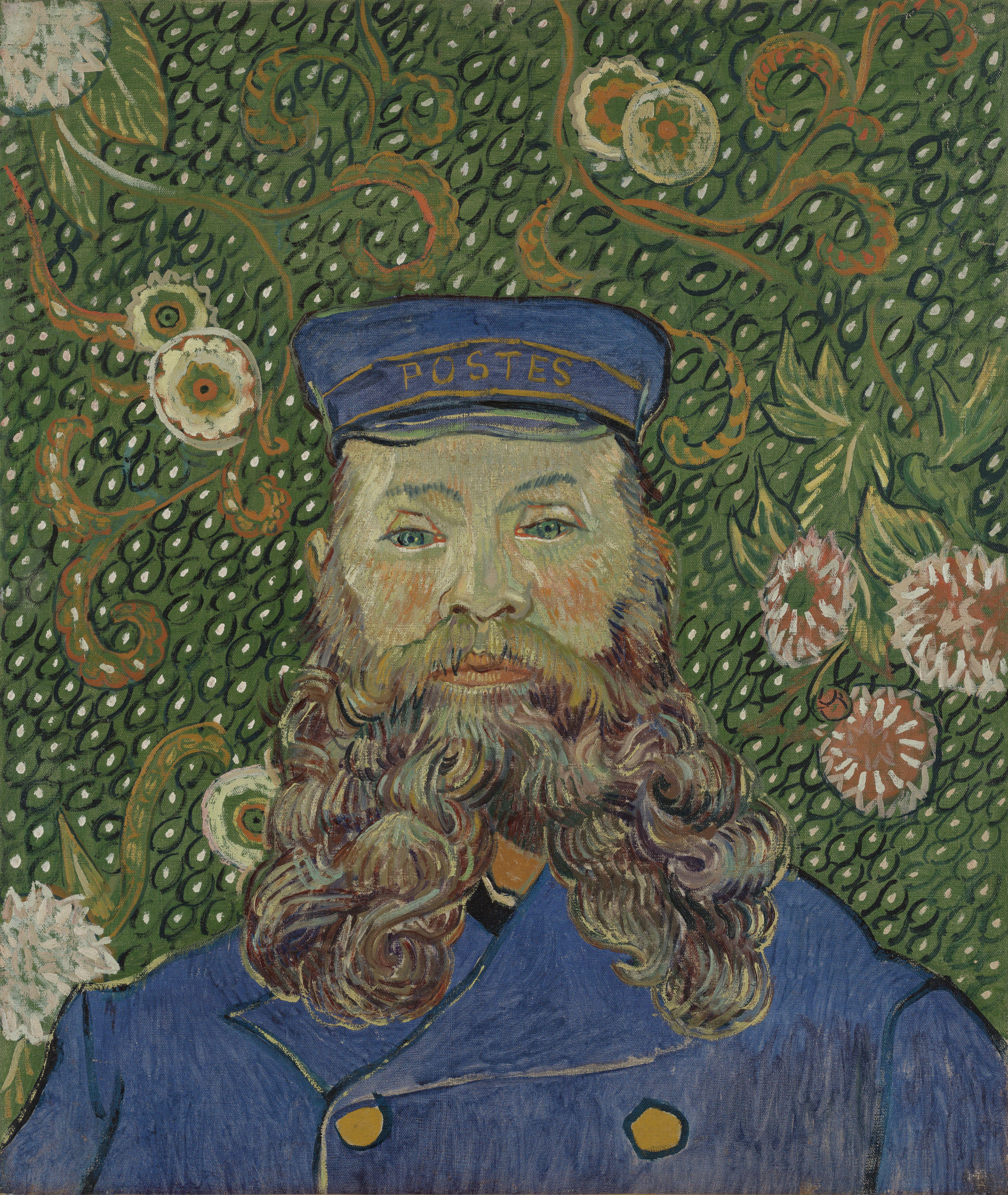
ジョゼフ・ルーラン (ゴッホ)
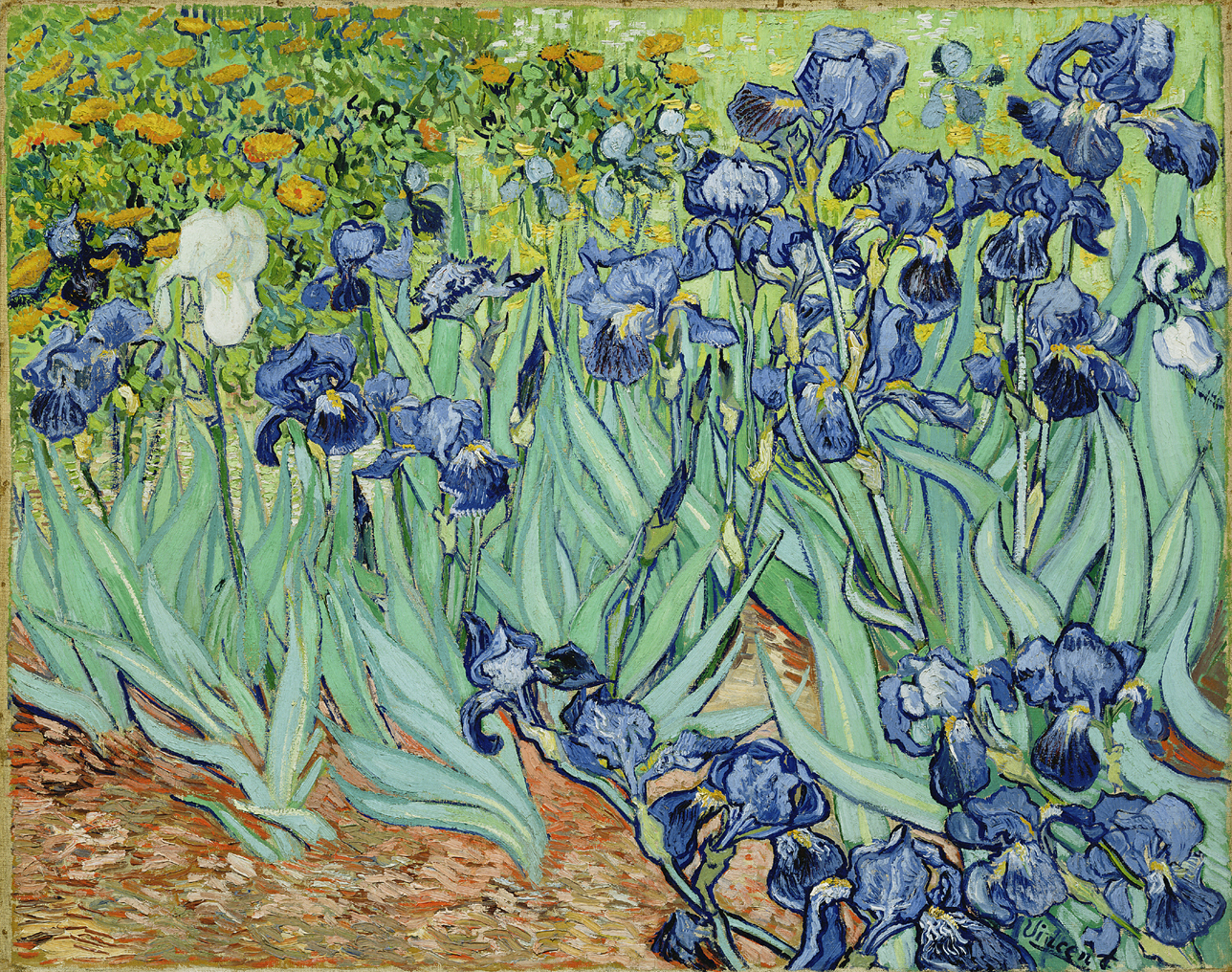
アイリス (ゴッホ)
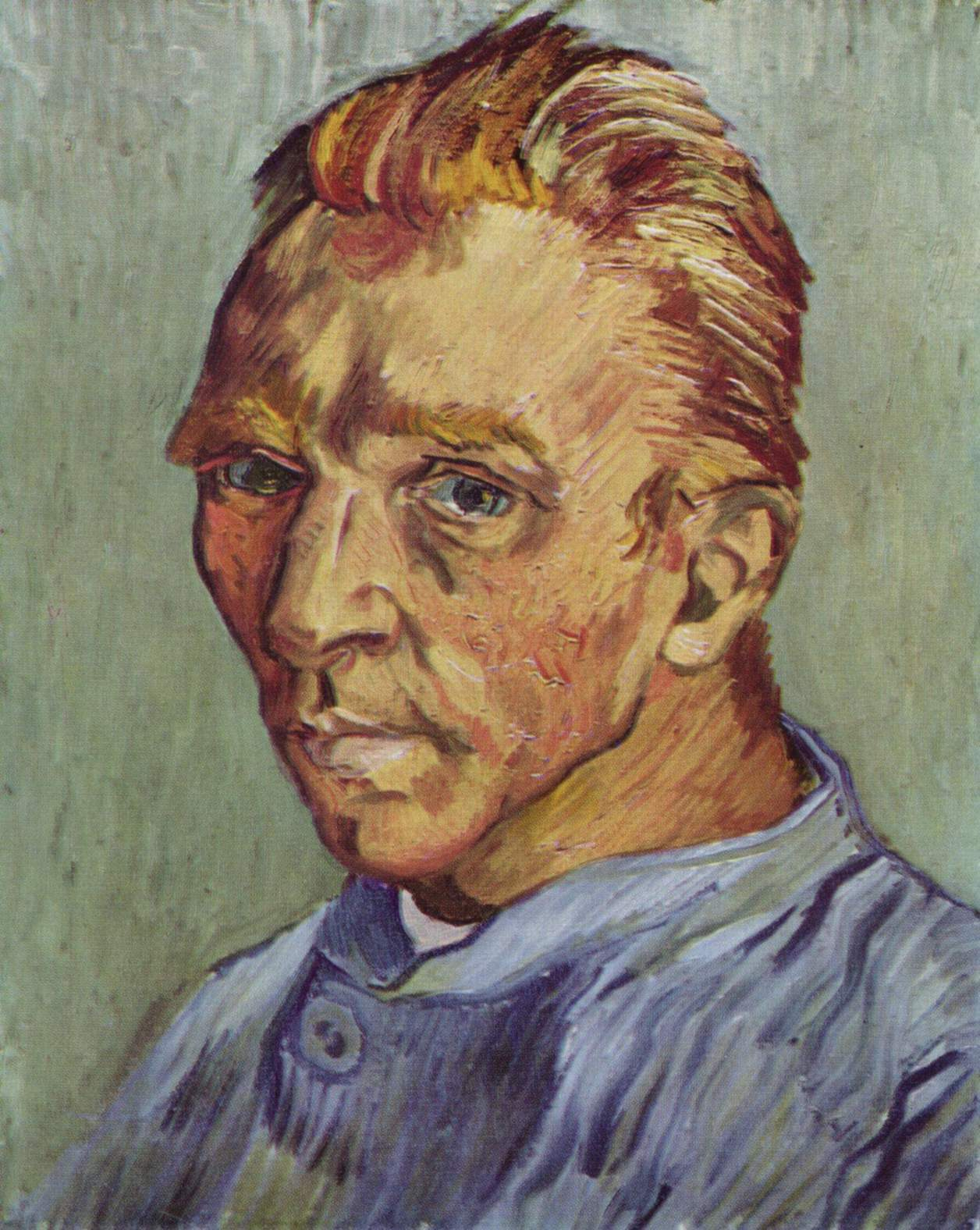
自画像 (ゴッホ)
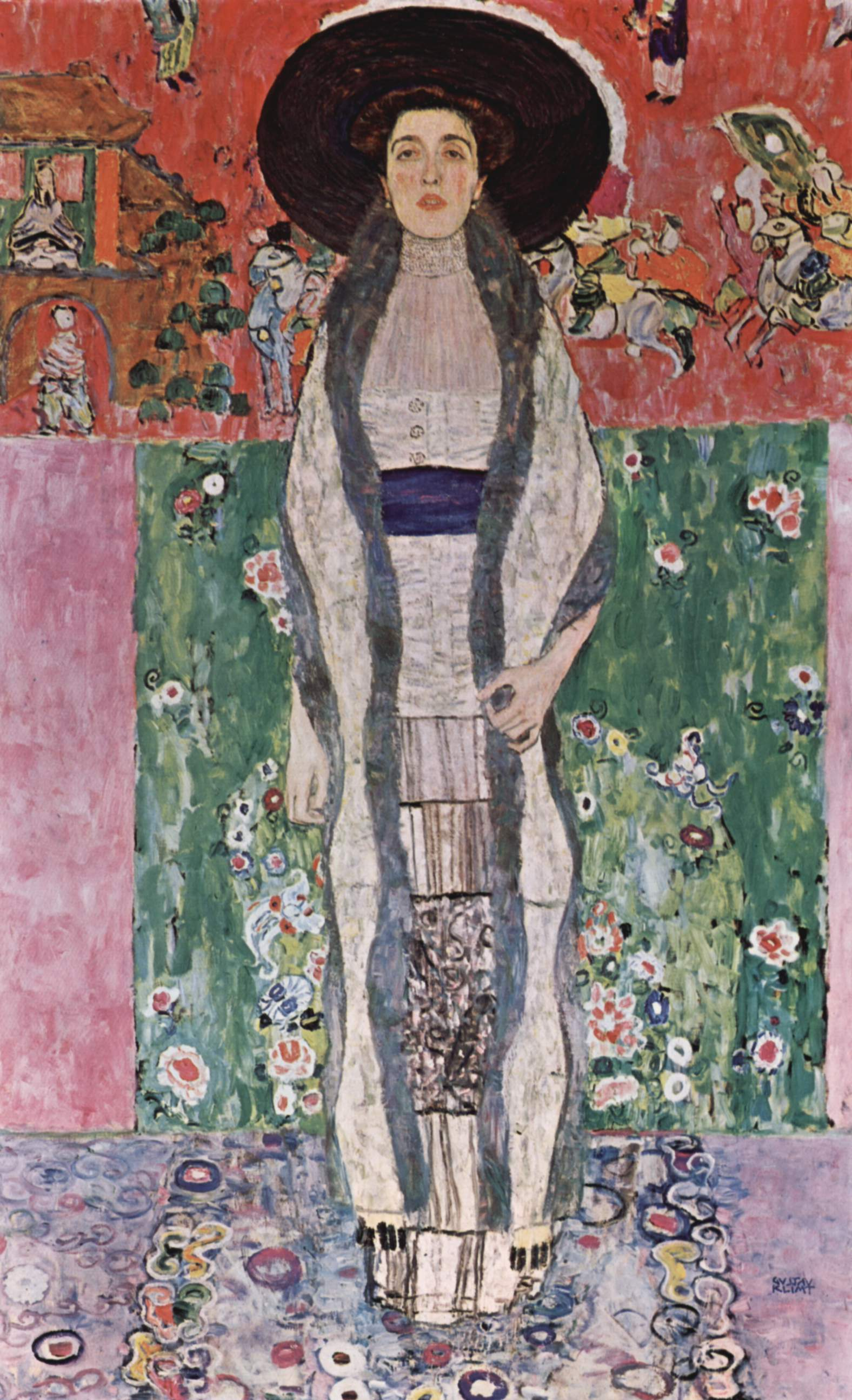
アデーレ・ブロッホ＝バウアーの肖像 II (クリムト)
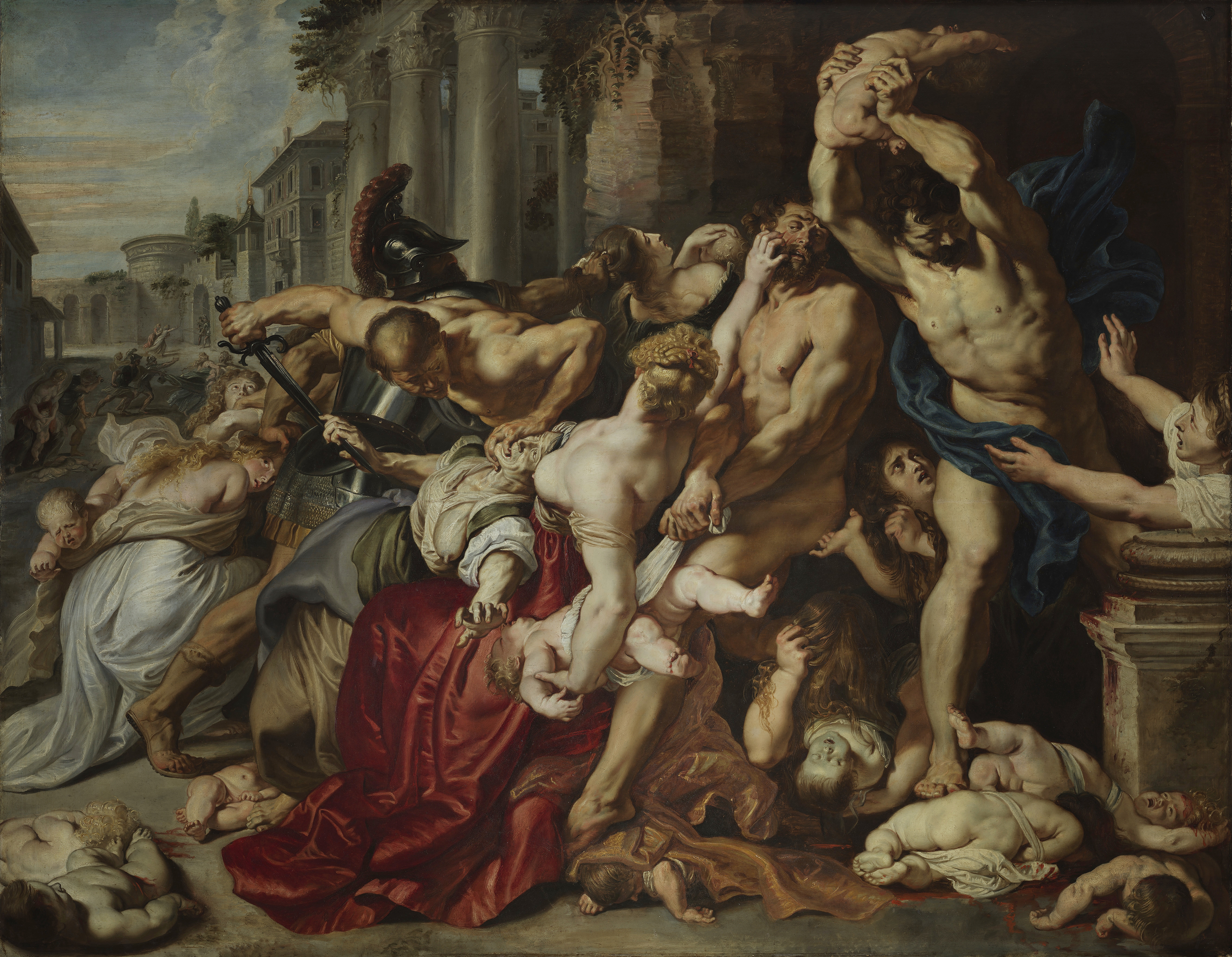
幼児虐殺 (ルーベンス)
糸杉のある小麦畑 (ゴッホ)
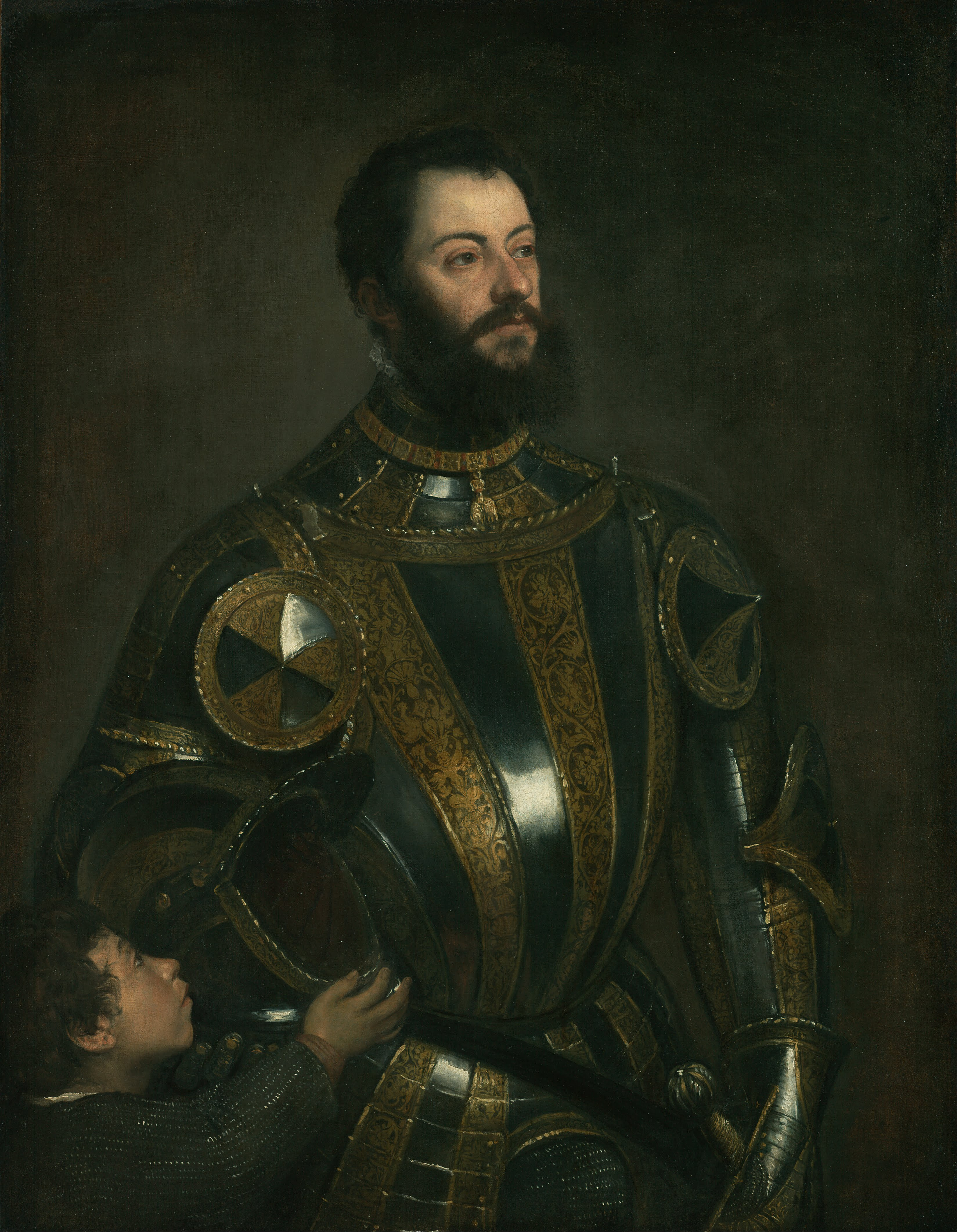
アルフォンソ・ダヴァロスの肖像画 (ティツィアーノ)
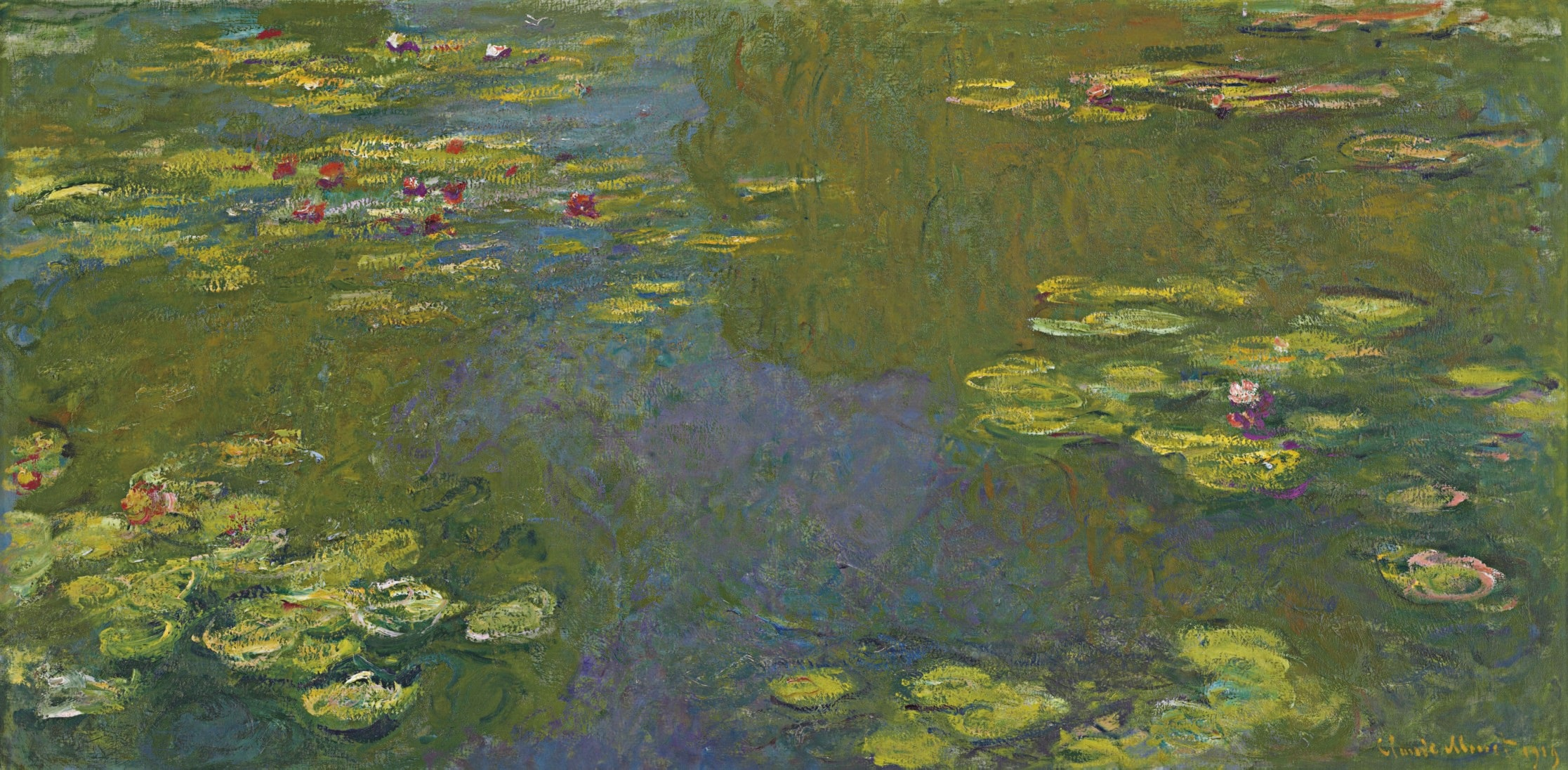
睡蓮の泉 (モネ)
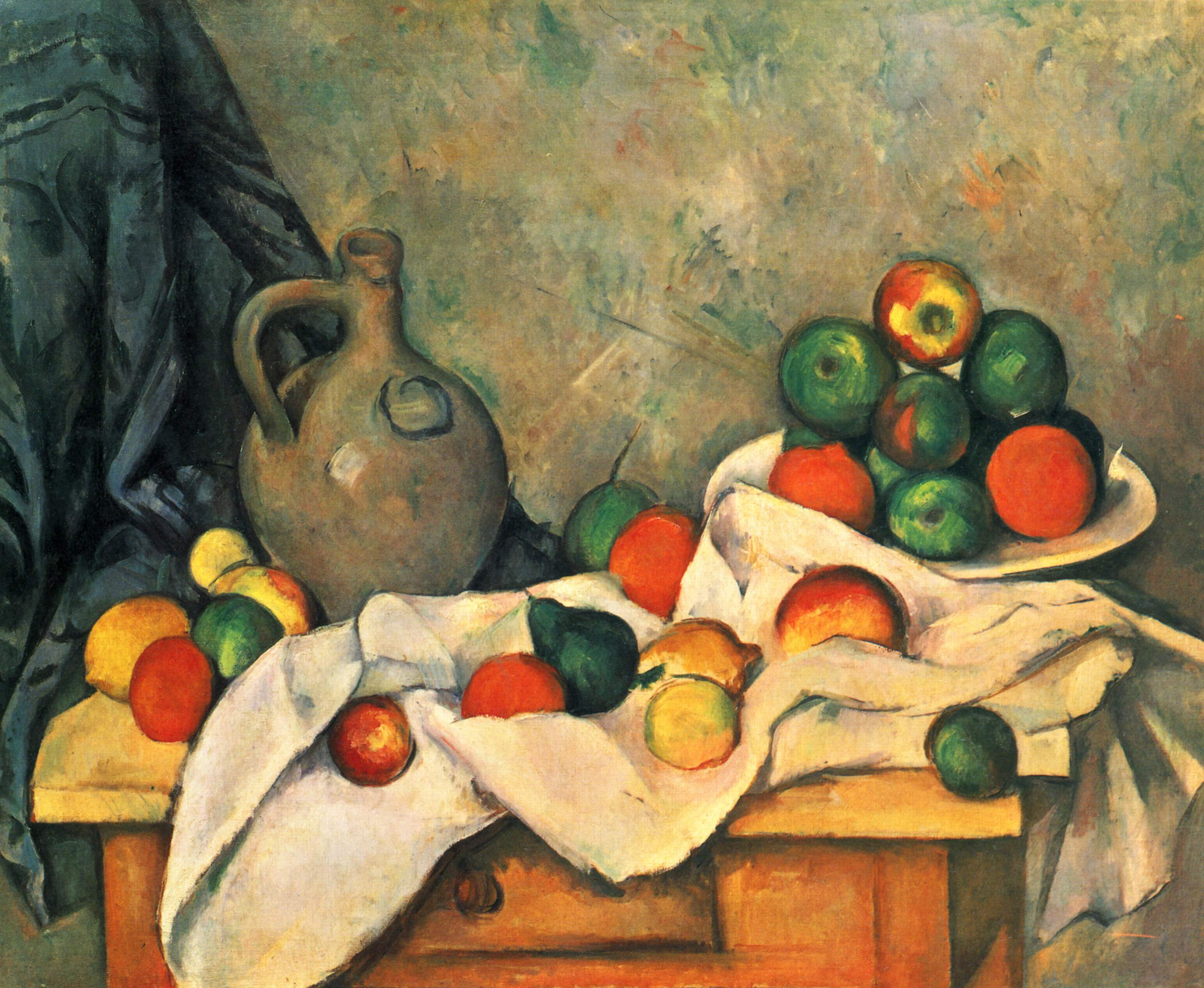
リドー、クリュション、コンポティエ (セザンヌ)
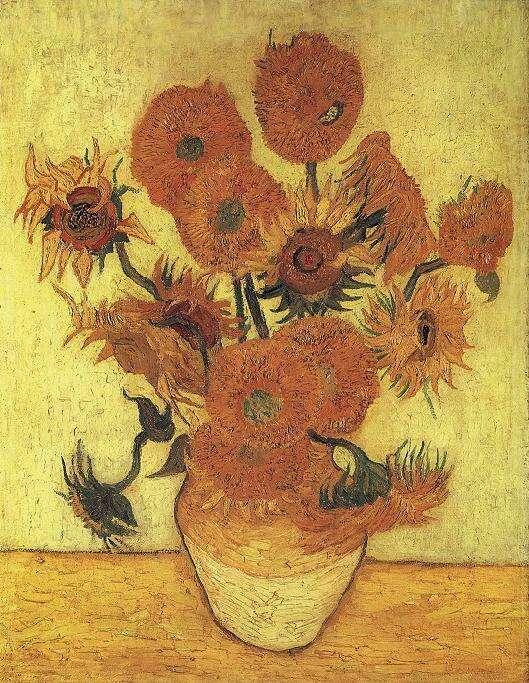
ひまわり (ゴッホ)
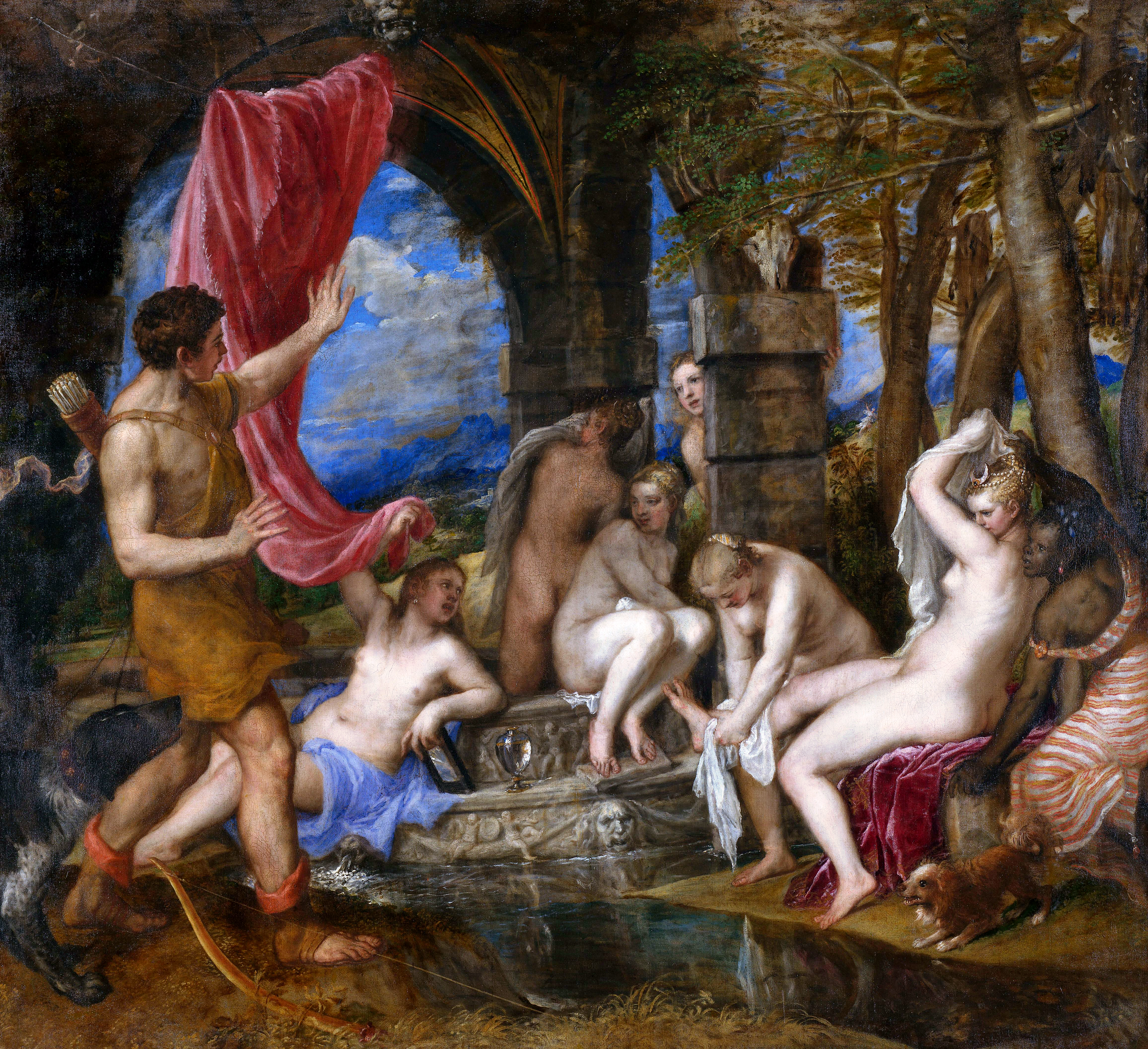
ディアナとアクタイオン (ティツィアーノ)
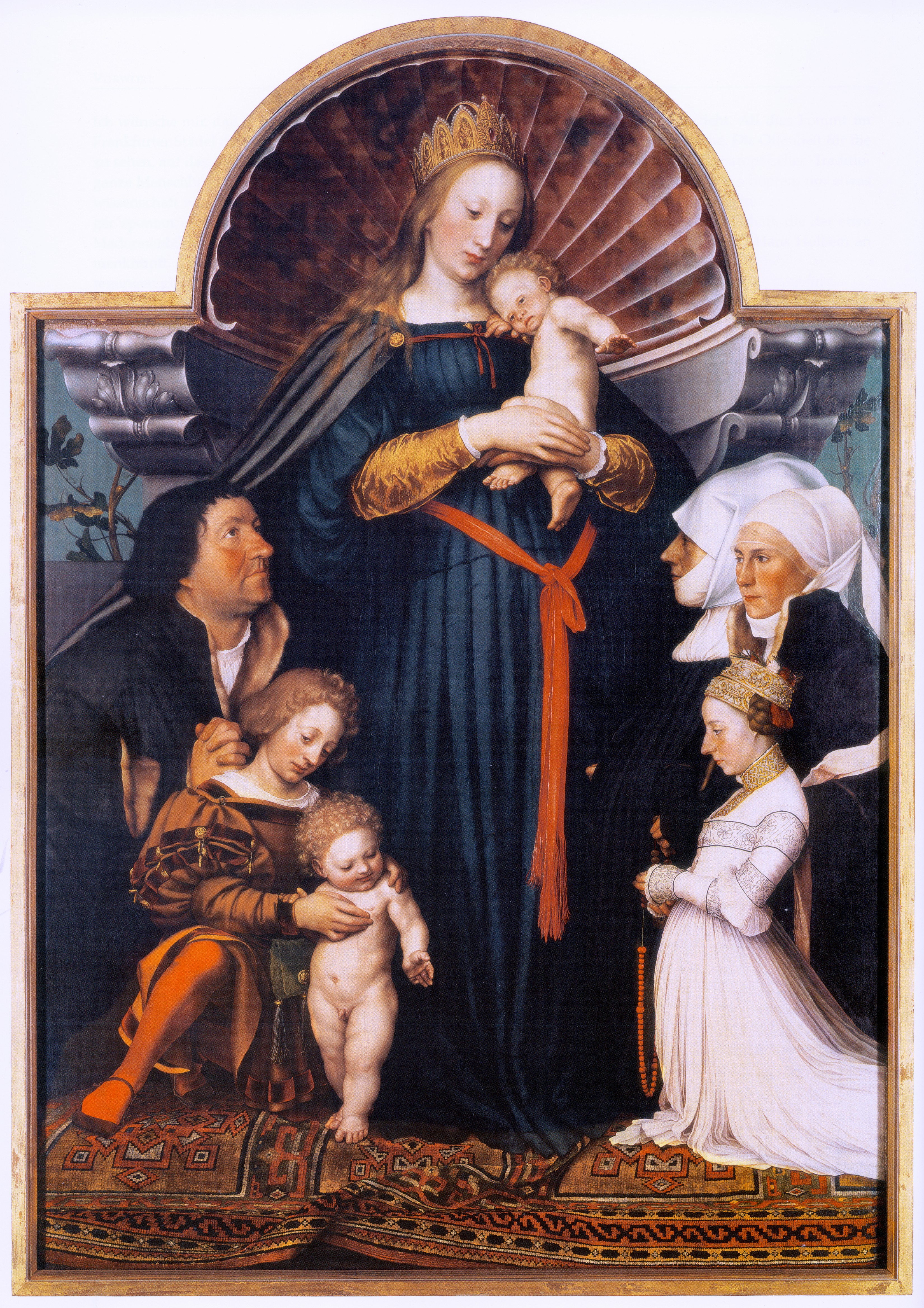
ダルムシュタットのマドンナ (ホルバイン)
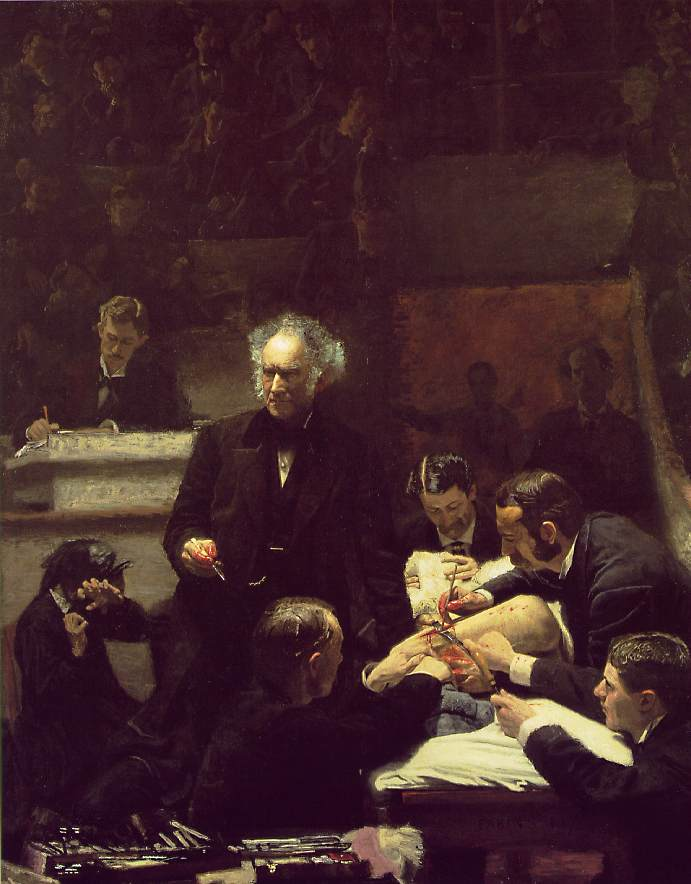
グロス・クリニック (トマス・エイキンズ)
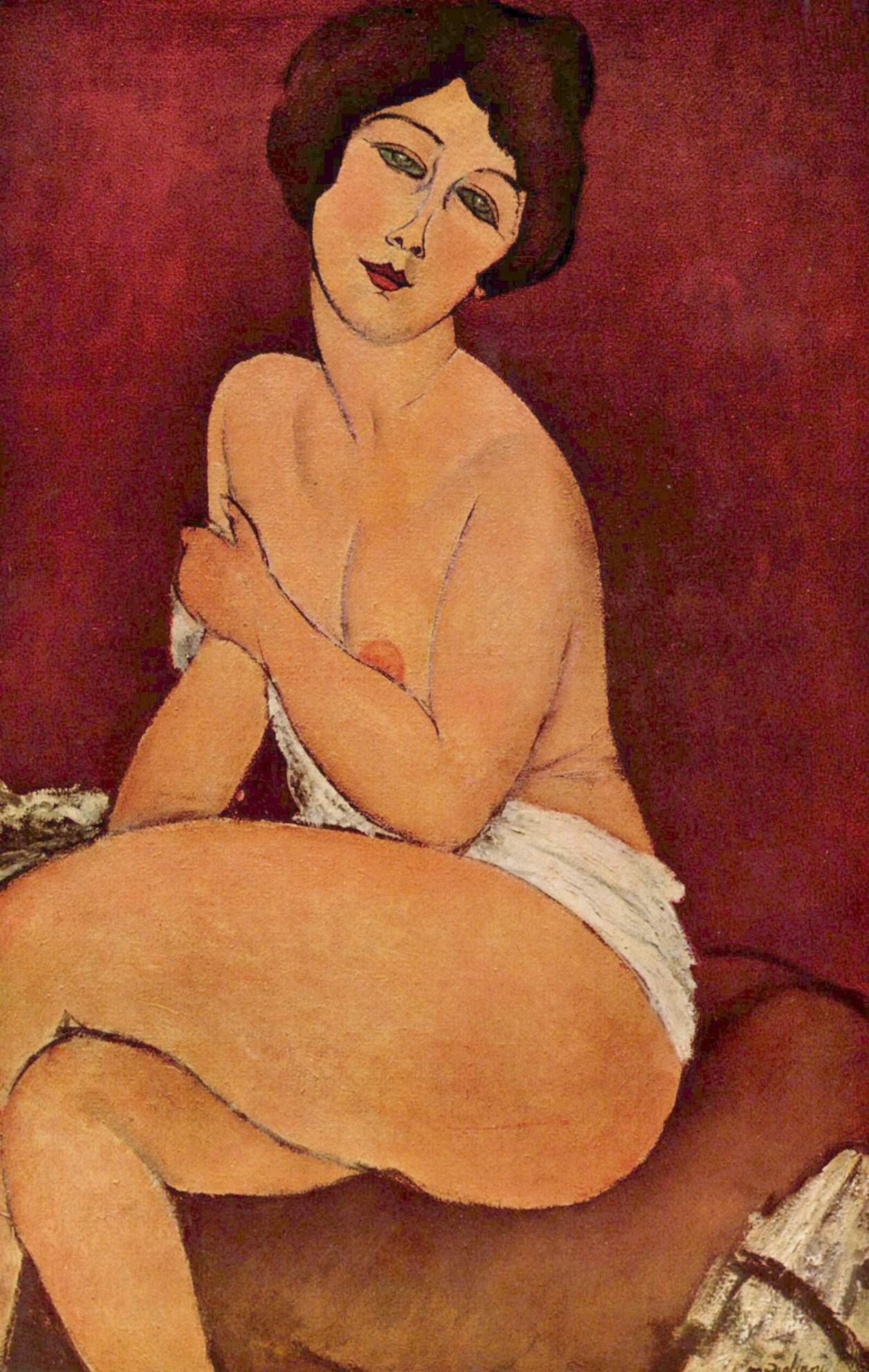
安楽椅子の上の裸婦("La Belle Romaine") (モディリアーニ)
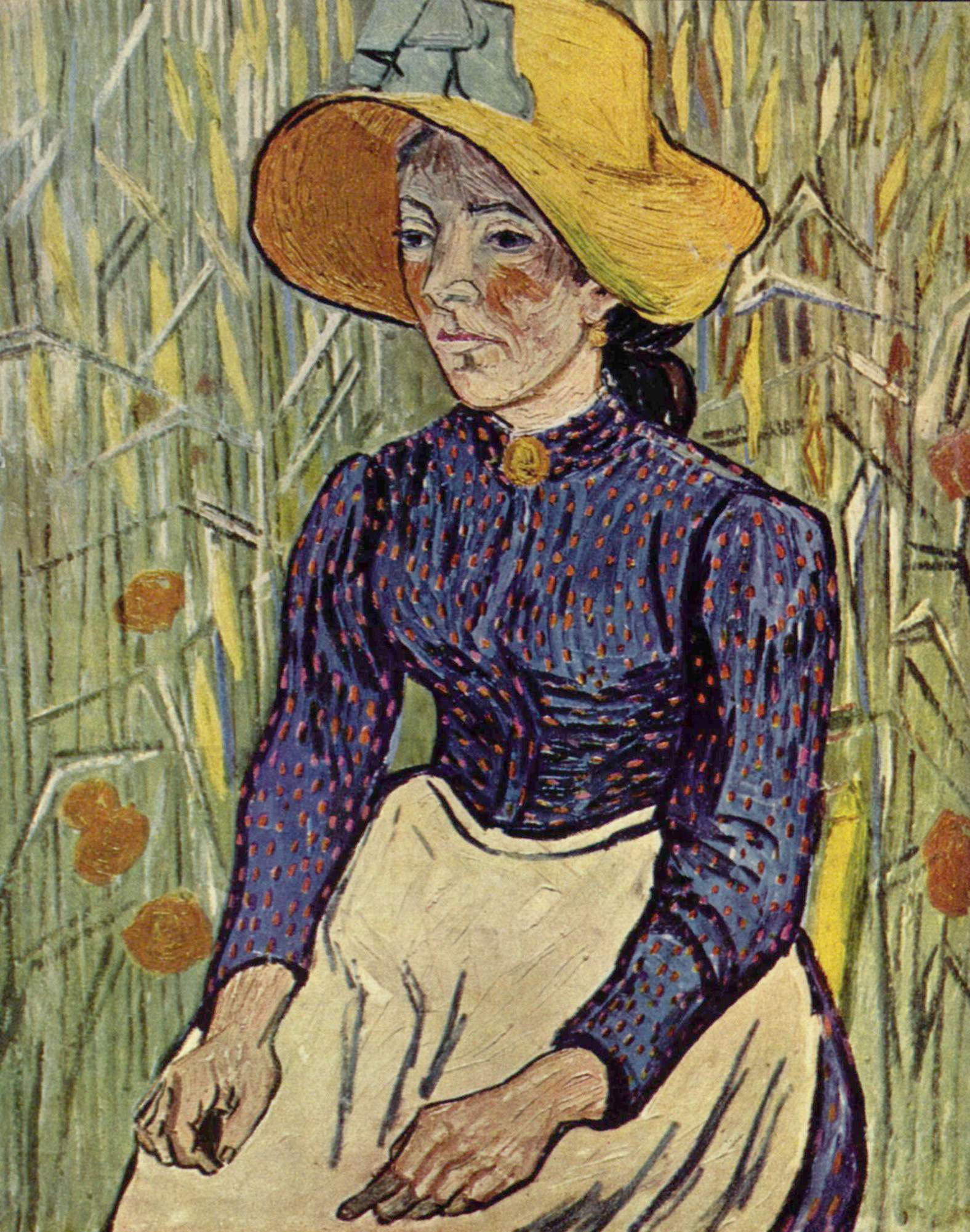
小麦を背景にする農婦 (ゴッホ)
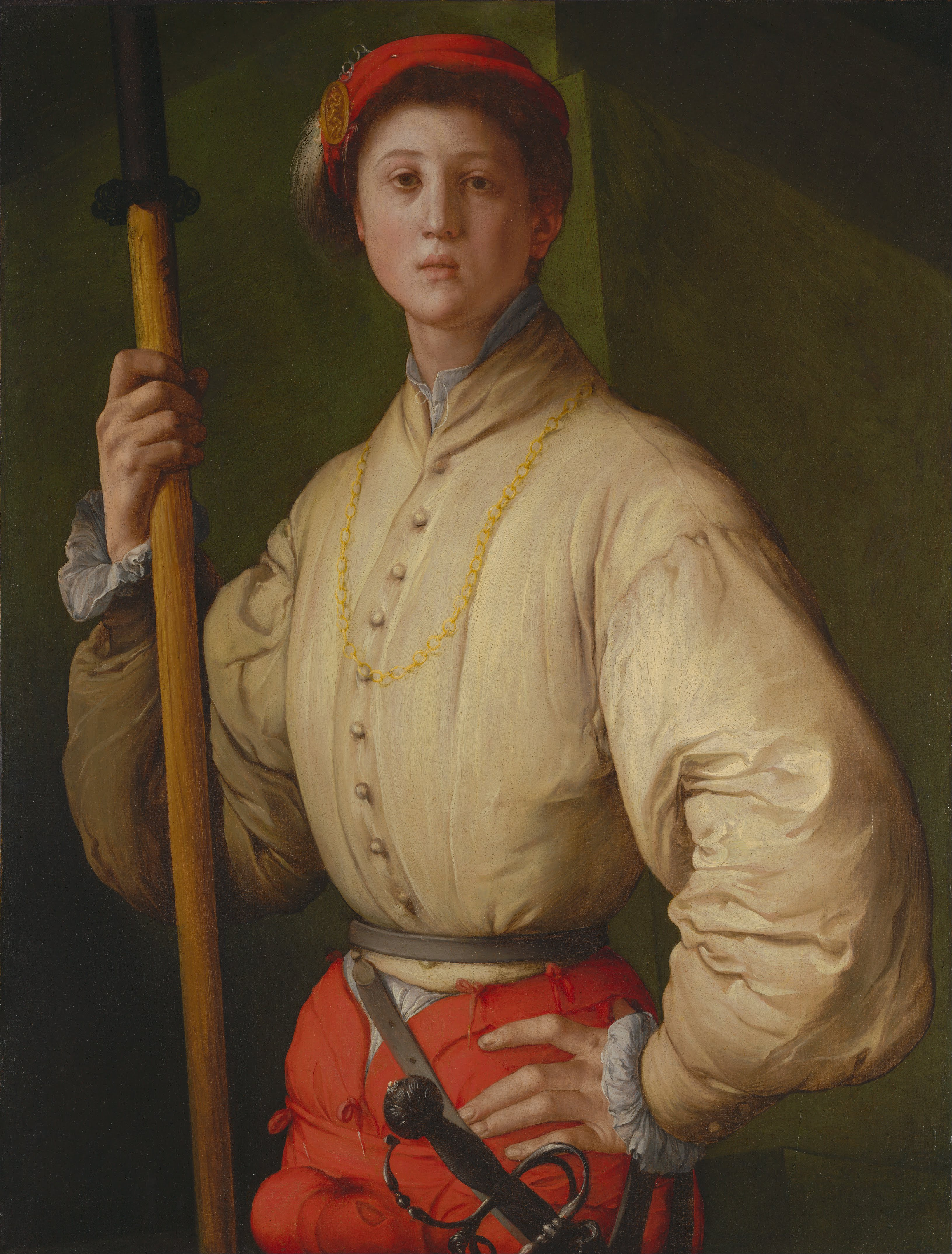
鉾槍兵の肖像 (ポントルモ)
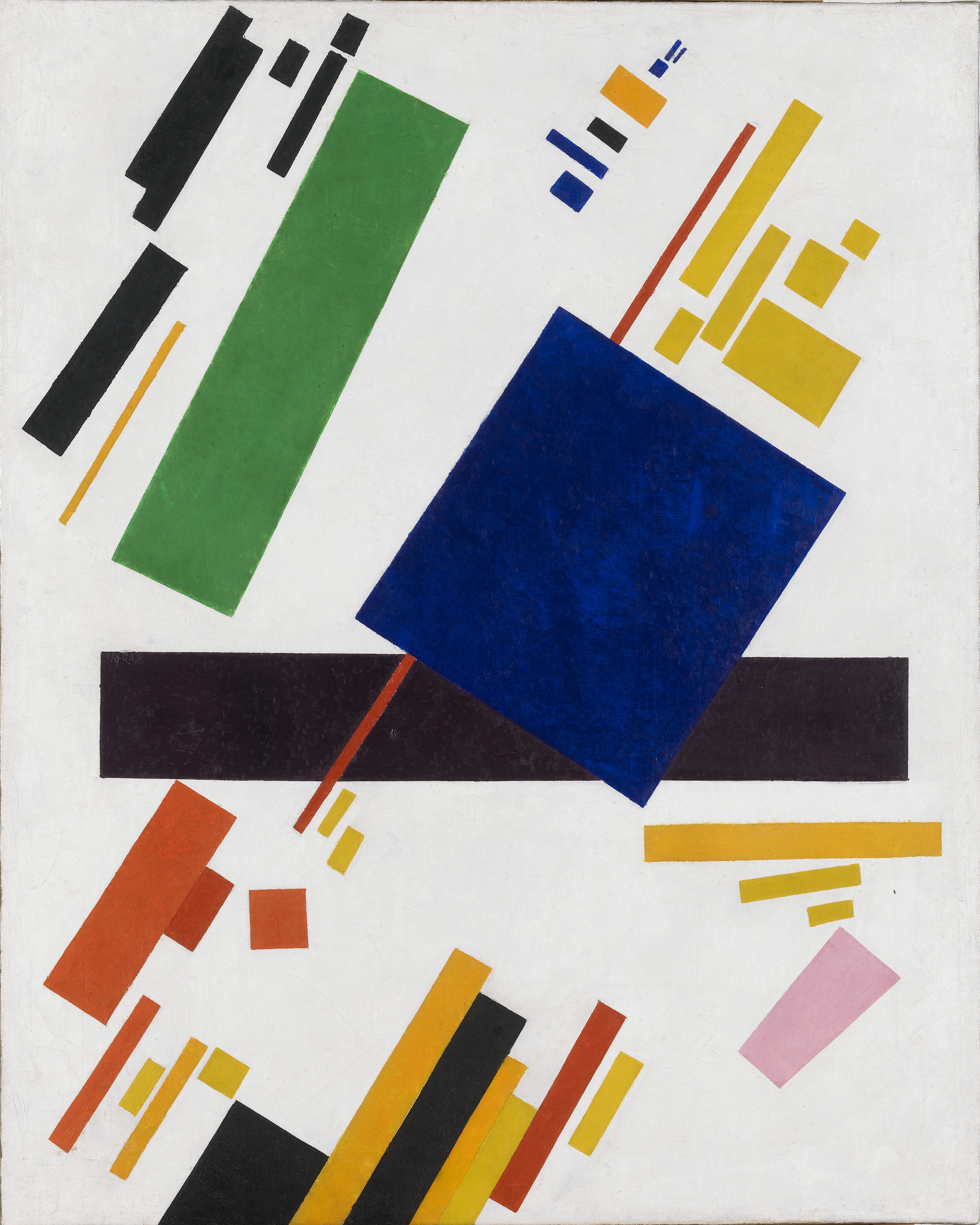
シュプレマティスト・コンポジション (マレーヴィチ)